# Der Blaue Reiter

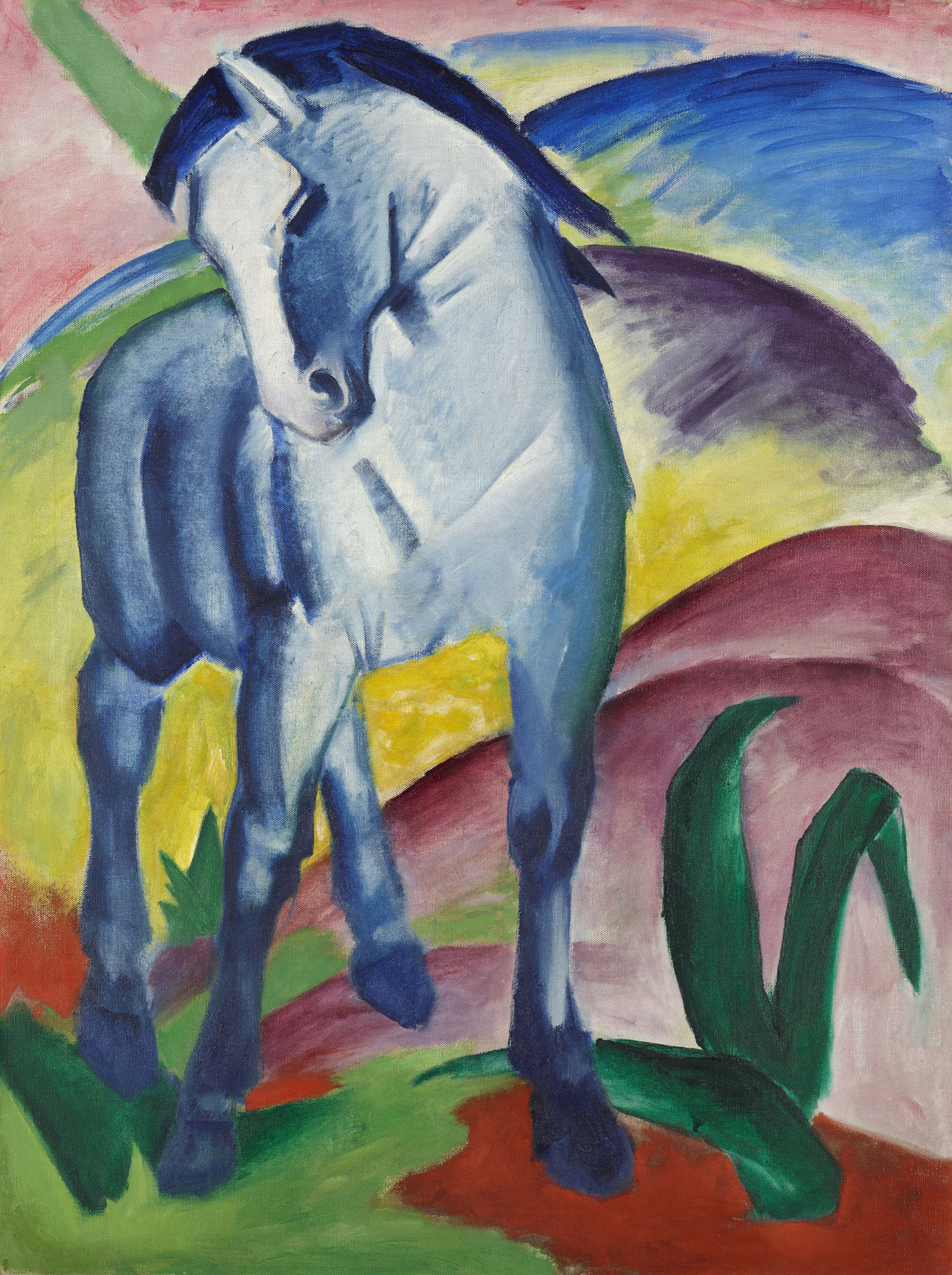
Franz Marc: Blaues Pferd I, 1911

Der Blaue Reiter ist eine Bezeichnung von Wassily Kandinsky und Franz Marc für ihre Ausstellungs- und Publikationstätigkeit, bei der beide Künstler in dem erstmals Mitte Mai 1912 herausgegebenen gleichnamigen Almanach als alleinige Herausgeber fungierten. Das Redaktionsteam organisierte in den Jahren 1911 und 1912 zwei Ausstellungen in München, um seine kunsttheoretischen Vorstellungen anhand der ausgestellten Kunstwerke zu belegen. Es folgten Wanderausstellungen in deutschen und anderen europäischen Städten. Der Blaue Reiter löste sich zu Beginn des Ersten Weltkriegs im Jahr 1914 auf.
Die im Umfeld des Blauen Reiters tätigen Künstler waren wichtige Wegbereiter der modernen Kunst des 20. Jahrhunderts; sie bildeten ein lockeres Beziehungsnetz, aber keine Künstlergruppe im engeren Sinne wie die Brücke in Dresden. Das Werk der angeschlossenen Künstler wird dem deutschen Expressionismus zugeordnet.

## Geschichte

### Von der Neuen Künstlervereinigung zum Blauen Reiter

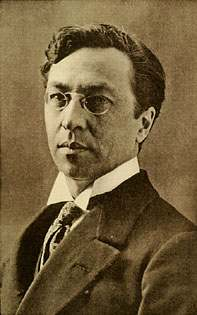
Wassily Kandinsky, um 1913

Vorläufer des Blauen Reiters war die von Wassily Kandinsky im Jahre 1909 mitbegründete Neue Künstlervereinigung München (N.K.V.M.), als deren erster Vorsitzender er die Ausstellungen von 1909 und 1910 organisierte. Noch vor der ersten Ausstellung führte Kandinsky aufgrund einer Meinungsverschiedenheit mit dem Maler Charles Johann Palmié die sogenannte „Vierquadratmeter-Klausel“ in die Satzung der N.K.V.M ein. Sie bot ihm und Franz Marc 1911 den Anlass, den Verein zu verlassen und die erste Blauer-Reiter-Ausstellung zu veranstalten. Der Blaue Reiter war somit eine Abspaltung (Secession) von der N.K.V.M.

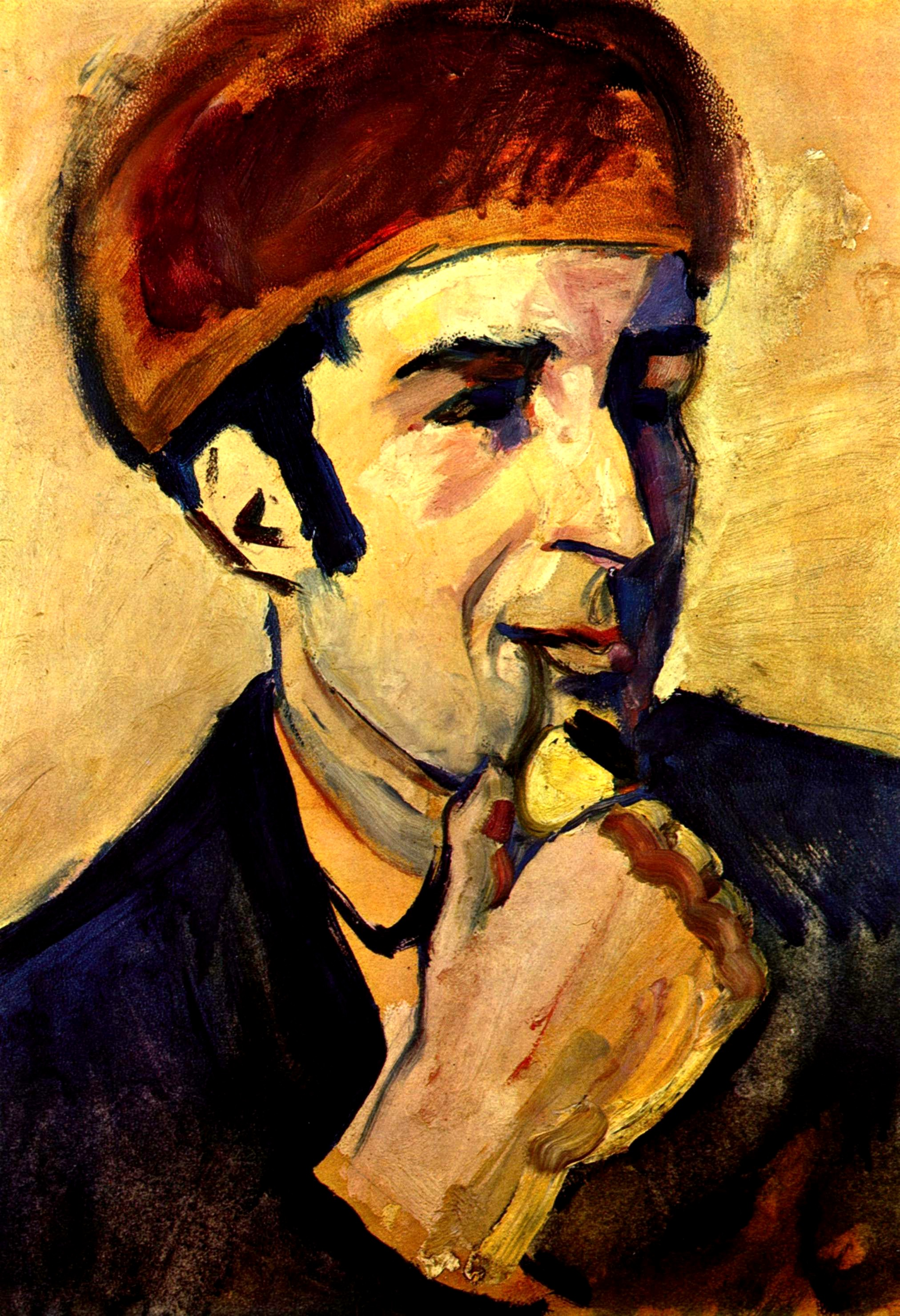
August Macke: Porträt des Franz Marc, 1910

Als es bei den konservativen Kräften in der N.K.V.M immer wieder zu Streitigkeiten kam, die sich aufgrund Kandinskys zusehends abstrakter werdenden Malerei entzündeten, legte er am 10. Januar 1911 den Vorsitz nieder, blieb jedoch dem Verein als einfaches Mitglied erhalten. Sein Nachfolger wurde Adolf Erbslöh. Im Juni entwickelte Kandinsky Pläne zu eigenen Aktivitäten außerhalb der N.K.V.M. Eine „Art Almanach“, der möglicherweise Die Kette heißen könne, gedachte er herauszubringen. Am 19. Juni unterrichtete er Marc von seiner Idee und gewann ihn zum Mitmachen, indem er ihm die gemeinschaftliche Redaktion des Buches anbot.
Aus einem Brief Marcs vom 10. September an Reinhard Piper geht hervor, dass es nunmehr in Der Blaue Reiter umgetauft worden war. Kandinsky äußerte sich 1930 zur Namengebung in seinem Rückblick: „Den Namen Der Blaue Reiter erfanden wir am Kaffeetisch in der Gartenlaube in Sindelsdorf. Beide liebten wir Blau, Marc – Pferde, ich – Reiter. So kam der Name von selbst.“

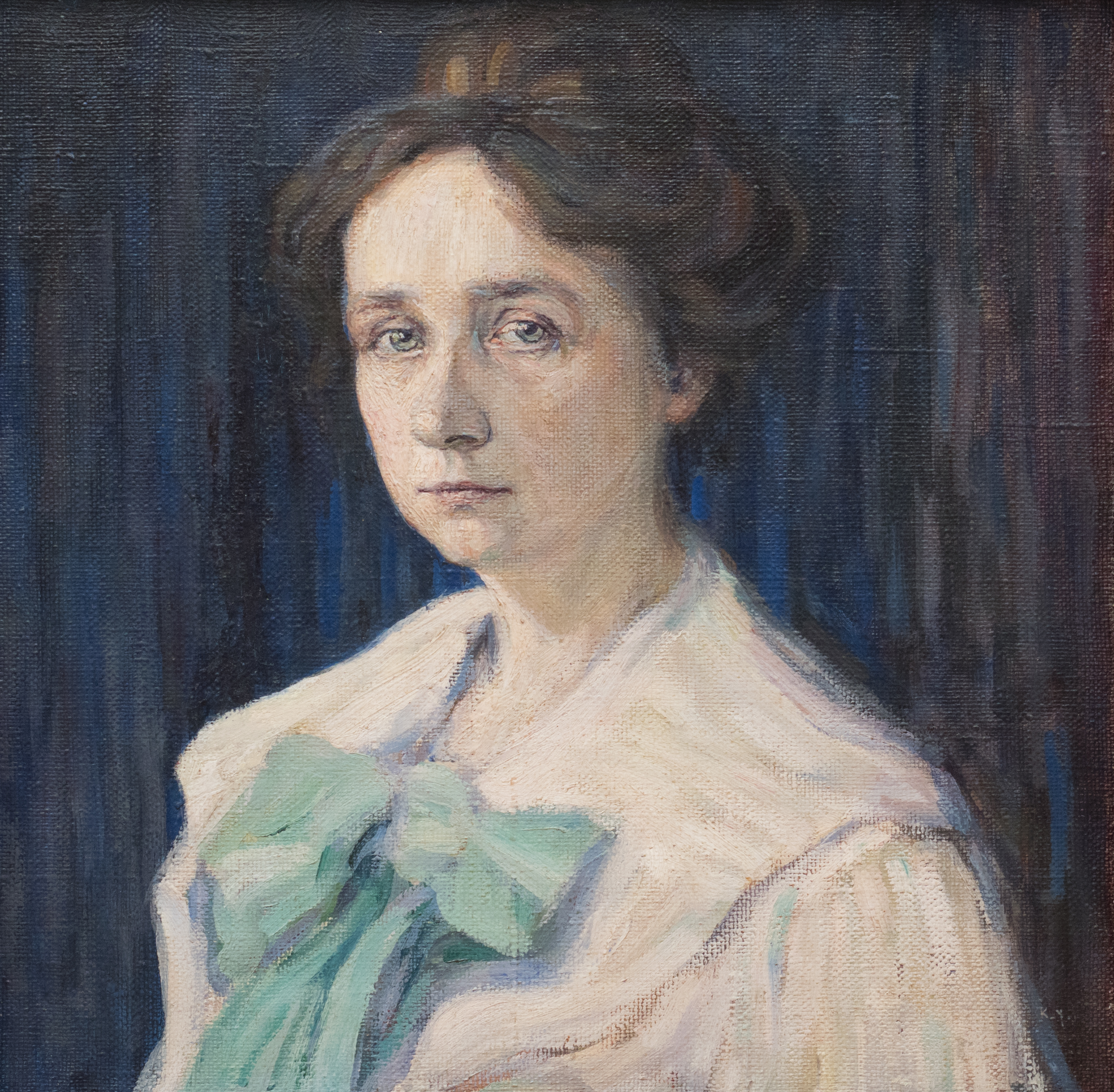
Wassily Kandinsky: Bildnis Gabriele Münter, 1905

Marc schrieb am 10. August an August Macke, beklagte sich über die abweichenden künstlerischen Intentionen von Kanoldt und Erbslöh in der N.K.V.M. und versuchte, Macke zum Beitritt zu bewegen, um die eigene Position zu stärken. Er sah eine „schauderhafte Auseinandersetzung […] Spaltung, respektive Austritt der einen oder anderen Partei“ voraus. Am 8. September war der Ruin der N.K.V.M beschlossene Sache. Marc sprach von einer „schnellen Beerdigung der Vereinigung“. Macke war Mitwisser. Gabriele Münter war von Anfang an in den Plan eingeweiht, wie aus einem Brief Kandinskys vom 6. August 1911 hervorgeht: „Ich male und male jetzt. Lauter Skizzen zum Jüngsten Gericht. Bin aber mit allem unzufrieden. Ich muß aber finden, wie ich es anpacken soll! Nur Geduld.“
Im Oktober malte Kandinsky insgeheim an dem über vier Quadratmeter großen abstrakten Gemälde für den Umsturz, das er am 17. November 1911 fertigstellte. Kandinsky nannte es Komposition V und gab ihm den sehr symbolträchtigen Untertitel Das Jüngste Gericht. Dieses Gemälde reichte er nach Palmiés Vorbild – wohl wissend um die Statuten der N.K.V.M – der Jury am 2. Dezember 1911 zur bevorstehenden Winterausstellung ein. Es gab den erhofften Eklat, die Mehrheit lehnte Kandinskys Bild satzungsgemäß ab. Zusammen mit Münter und Marc verließ Kandinsky nach erregten Diskussionen die N.K.V.M. Am selben Abend schrieb Maria Marc an das befreundete Ehepaar Macke und zitierte Marianne von Werefkin mit den Worten: „So, meine Herren, jetzt verlieren wir die beiden würdigsten Mitglieder, dazu ein wundervolles Bild, und wir selbst werden bald Schlafmützen auf dem Kopf haben.“ Werefkin und Alexej von Jawlensky verließen später die N.K.V.M., waren aber in künstlerischer Hinsicht auf der Seite der Ausgetretenen. Die noch namenlose neue Gruppe veröffentlichte am 8. Dezember des Jahres eine kurze Zeitungsanzeige: „Folgende Künstler sind aus der Neuen Künstler-Vereinigung München ausgetreten: Hartmann, Kandinsky, Kubin, Fauconnier, Marc, Münter.“

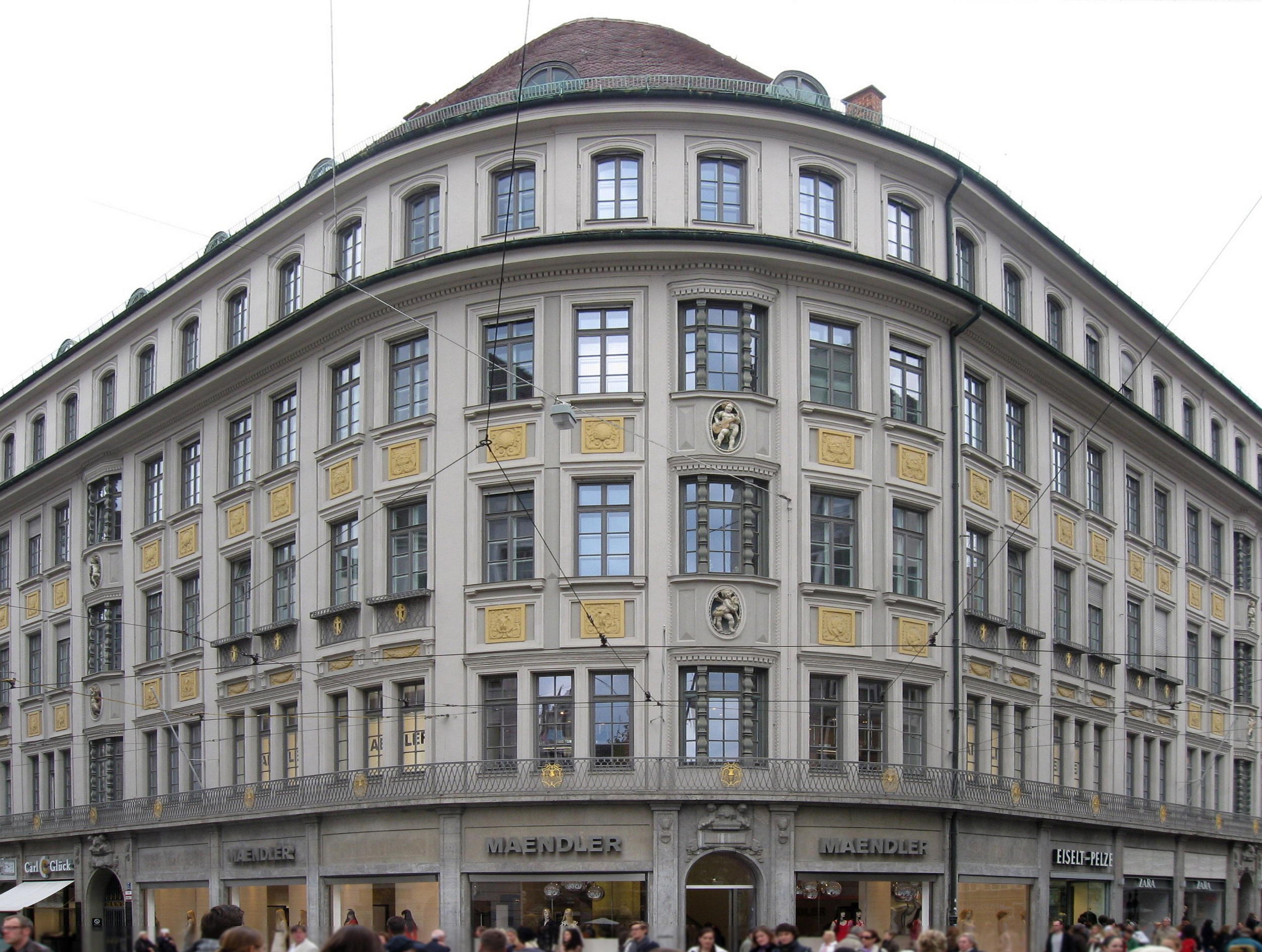
Das Arco-Palais in München, Standort der Modernen Galerie Heinrich Thannhauser

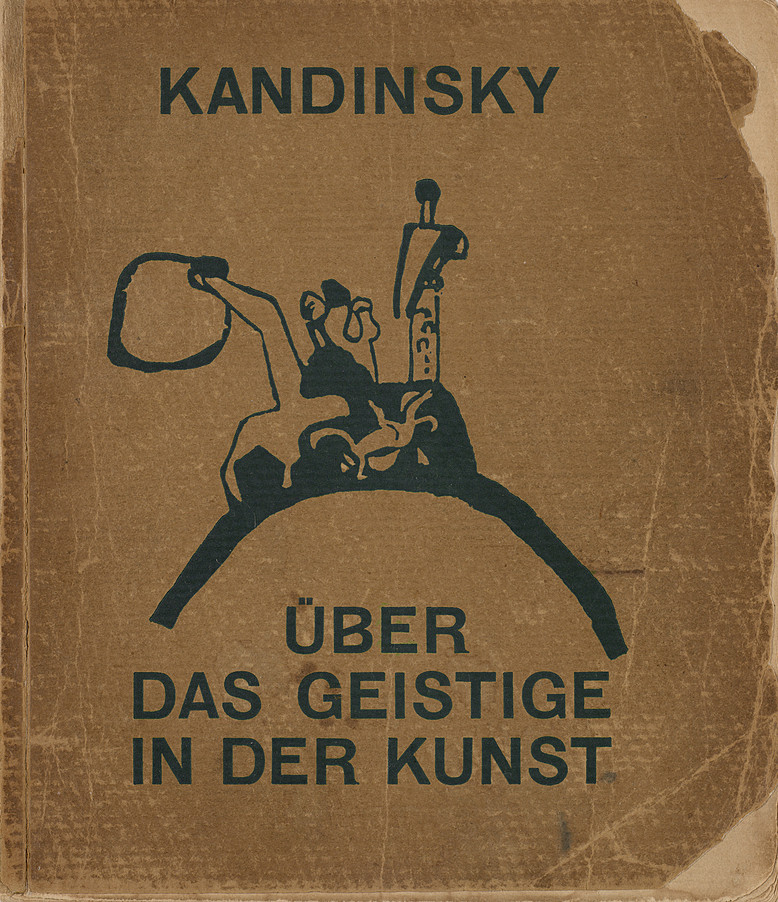
Kandinsky. Über das Geistige in der Kunst, Umschlag der Erstausgabe

Erst mehr als zwanzig Jahre später verriet Kandinsky erstmals seinen und Marcs Plan: „Da wir beide den Krach schon früher witterten, hatten wir eine andre Ausstellung vorbereitet.“ Noch deutlicher wurde Kandinsky am 22. November 1938 in einem Schreiben an Galka Scheyer, die ihn in Amerika innerhalb der Ausstellungsgemeinschaft Die Blaue Vier vertrat. Für die Kunstgeschichtsschreibung aufschlussreich klärte er sie über die Entstehung der ersten Ausstellung der Redaktion des Blauen Reiters auf:

„Meine Tätigkeit [bei der NKVM] endete mit einem hübschen Krach, der zur Gründung des Blauen Reiters führte. Die N.K.V.M. wurde 1908 gegründet. Ende 1911 trat ich aus. Sofort darauf veranstaltete ich mit Hilfe von Franz Marc eine Ausstellung der Redaktion des B.R. [Blauen Reiters] bei Thannhauser. Unsre Säle lagen dicht an den Räumen der Ausstellung der N.K.V.M. Es war eine Sensation. Da ich rechtzeitig den ‚Krach‘ voraussah, hatte ich ein reiches Ausstellungsmaterial für den B.R. vorbereitet. So fanden die beiden Ausstellungen gleichzeitig statt. Auf den Tischen der Thannhauser-Galerie lagen die ersten Exemplare des Geistigen in der Kunst. Die Rache war süß!“

### Selbstverständnis
Marc und Kandinsky hatten nicht die Absicht, eine neue Künstlervereinigung im Sinne einer Gemeinschaft mit „festen Statuten“ zu schaffen oder eine bestimmte Richtung zu propagieren, sondern sie wollten vielmehr die Vielfalt der Kunstausdrücke in einem redaktionellen Kontext bündeln. Kandinsky schrieb rückblickend im Jahr 1935: „In Wirklichkeit gab es nie eine Vereinigung ‚Der Blaue Reiter‘, auch keine ‚Gruppe‘, wie es oft irrtümlich beschrieben wird. Marc und ich nahmen das, was uns richtig erschien, […] ohne sich um irgendwelche Meinungen oder Wünsche zu kümmern.“
Macke, Münter, von Werefkin, Jawlensky, Alfred Kubin, Paul Klee und Hanns Bolz fühlten sich der Redaktion Der Blaue Reiter eng verbunden und stellten wiederholt mit ihnen aus. Auch Komponisten wie Arnold Schönberg, der zugleich Maler war, gehörten dem „Blauen Reiter“ an. Die Mitglieder vereinte ihr Interesse an mittelalterlicher und primitiver Kunst und den zeitgenössischen Bewegungen des Fauvismus und Kubismus.
August Macke und Franz Marc vertraten die Auffassung, dass jeder Mensch eine innere und eine äußere Erlebniswirklichkeit besitzt, die durch die Kunst zusammengeführt werden sollte. Diese Idee wurde von Kandinsky theoretisch untermauert. Angestrebt wurde eine Gleichberechtigung der Kunstformen.

### Ausstellungen 1911–1912

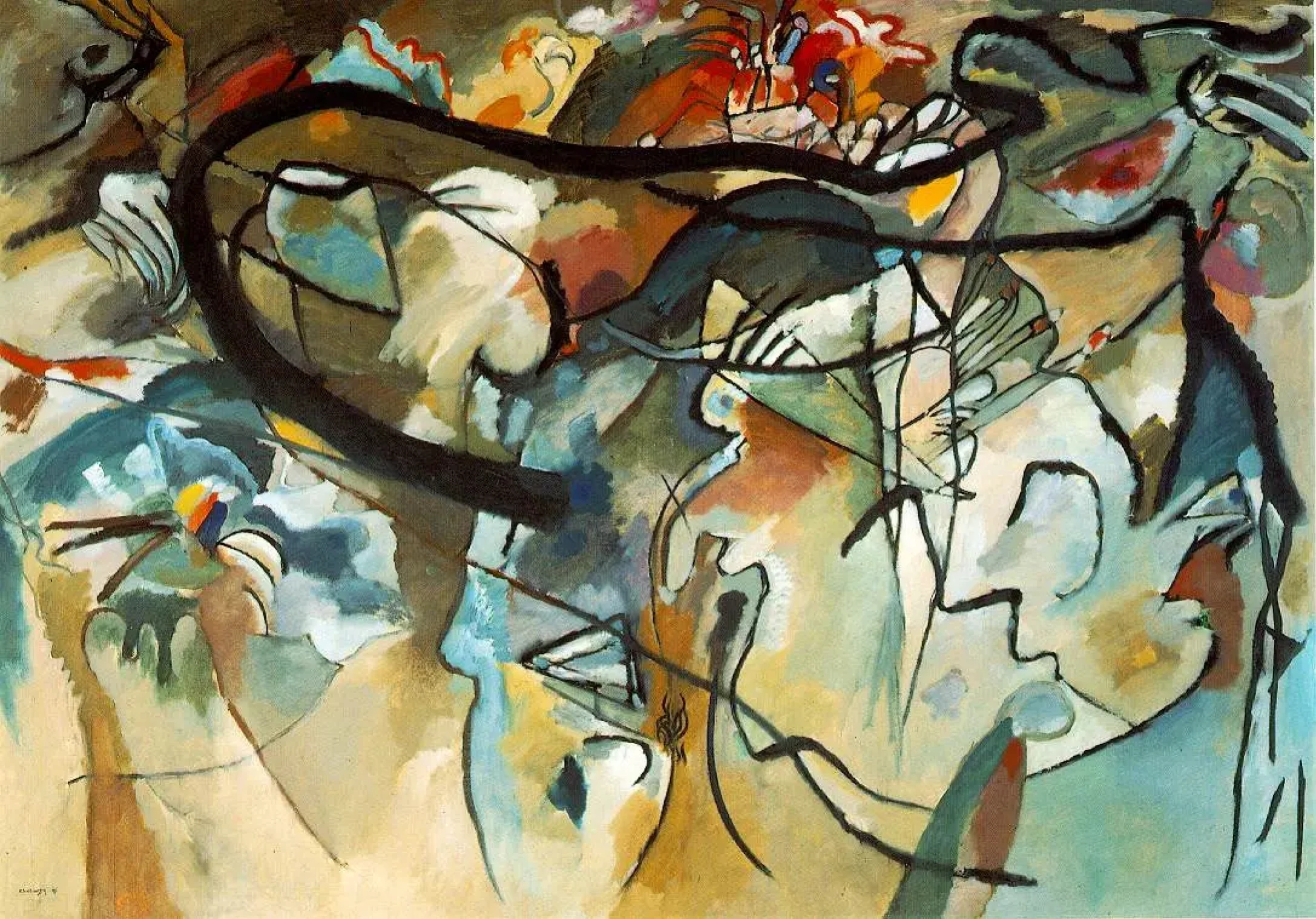
Wassily Kandinsky: Komposition V/Das Jüngste Gericht, 1911

Die erste der beiden Ausstellungen des „Blauen Reiters“ fand unter dem Titel „Die Erste Ausstellung der Redaktion Der Blaue Reiter“ vom 18. Dezember 1911 bis zum 1. Januar 1912 in der Modernen Galerie Heinrich Thannhauser im Arco-Palais, Theatinerstraße 7, in München statt, parallel zur dritten Ausstellung der N.K.V.M. im selben Haus. Sie zeigte „43 im Katalog verzeichnete sowie mindestens 5 weitere Werke außer Katalog von folgenden Künstlern: Henri Rousseau, Albert Bloch, David und Wladimir Burljuk, Heinrich Campendonk, Robert Delaunay, Elisabeth Epstein, Eugen von Kahler, Wassily Kandinsky, August Macke, Franz Marc, Gabriele Münter, Jean-Bloé Niestlé und Arnold Schönberg“.

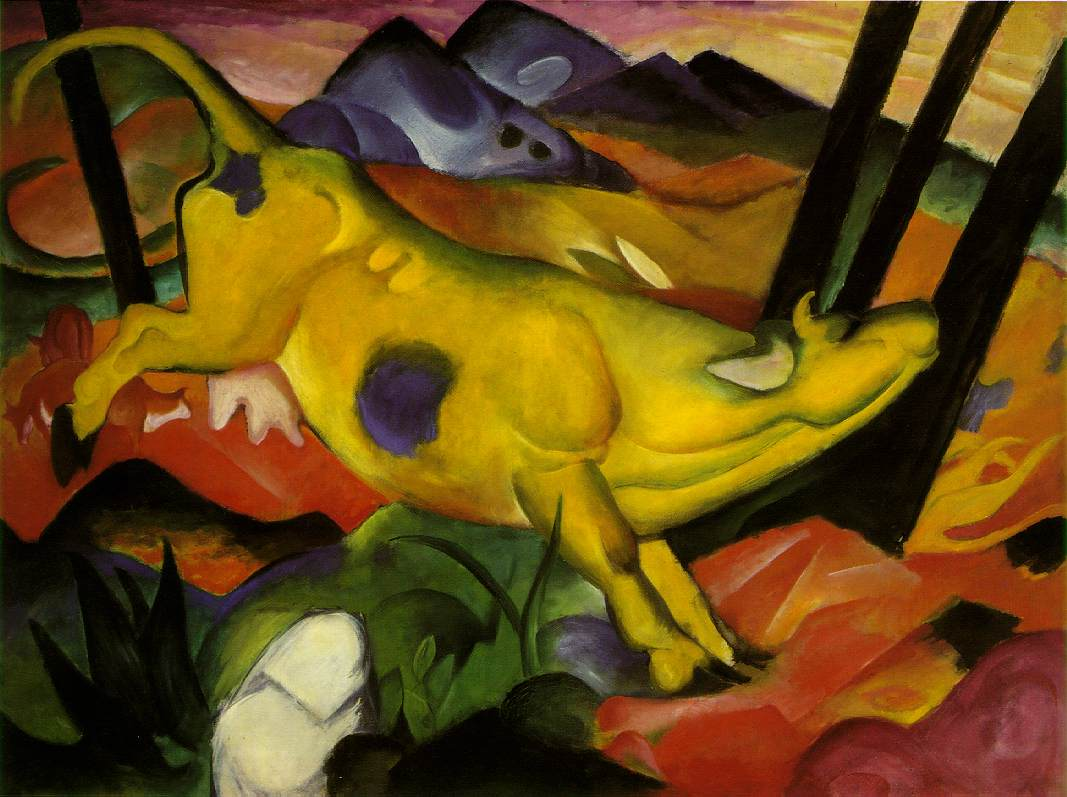
Franz Marc: Die gelbe Kuh, 1911

Neben den im Katalog aufgeführten Werken wie beispielsweise Kandinskys Komposition V – der Ausgangspunkt des Jurystreits in der N.K.V.M. – Mackes Der Sturm und Indianer auf Pferden sowie Marcs Die gelbe Kuh und Reh im Walde I war sein Affenfries gehängt, der im Katalog nicht gelistet war, da Bernhard Koehler ihn kurzfristig aus seiner Sammlung zur Verfügung gestellt hatte. Die zu dieser Zeit moderne Musik wurde ebenfalls in die Ausstellung einbezogen, so Veröffentlichungen von Alban Berg, Arnold Schönberg und Anton Webern. Der vor einem Jahr verstorbene französische Maler Henri Rousseau, den Kandinsky als „großen Realisten“ bewunderte, wurde durch einen Lorbeerkranz mit Trauerflor geehrt, der unter seinem Bild Hühnerhof stand. Schönberg, der auch Maler war, hatte seine Gemälde Nächtliche Landschaft (nicht im Katalog vertreten) sowie sein Selbstporträt (von hinten) in die Ausstellung gegeben. Der Schweizer Tiermaler Jean-Bloé Niestlé hängte seine realistisch gehaltenen Tierbilder wieder ab, da die Gleichberechtigung dieser Werke im Verhältnis zu den abstrakten nicht gegeben war. Schönberg hatte diesen Schritt zumindest erwogen.
Die legendär gewordene erste Ausstellung ist dokumentiert durch sechs erhaltene Fotos von Gabriele Münter, die zusammen mit der Katalogliste und den abgebildeten Werken eine Rekonstruktion derselben möglich machten. Delaunay, der nicht in München wohnte – der Kontakt war über Kandinskys Schülerin Epstein zustande gekommen – war der erfolgreichste Künstler, der drei von vier ausgestellten Bildern an Bernhard Koehler, den Sammler und Mäzen von Macke und Marc, an Adolf Erbslöh sowie an Alexej von Jawlensky verkaufen konnte. Die Ausstellung ging anschließend auf Tournee in weitere Städte, unter anderem in den Gereonsklub nach Köln und in Herwarth Waldens neu eröffnete Galerie Der Sturm in Berlin. In der Wanderausstellung waren zusätzlich Werke von Jawlensky und Werefkin zu sehen, die inzwischen ebenfalls aus der N.K.V.M. ausgetreten waren und sich dem Blauen Reiter angeschlossen hatten. Weitere Stationen bis zum Jahr 1914 waren Bremen, Hagen, Frankfurt, Hamburg, Budapest, Oslo, Helsinki, Trondheim und Göteborg.

Bilder aus der ersten Ausstellung
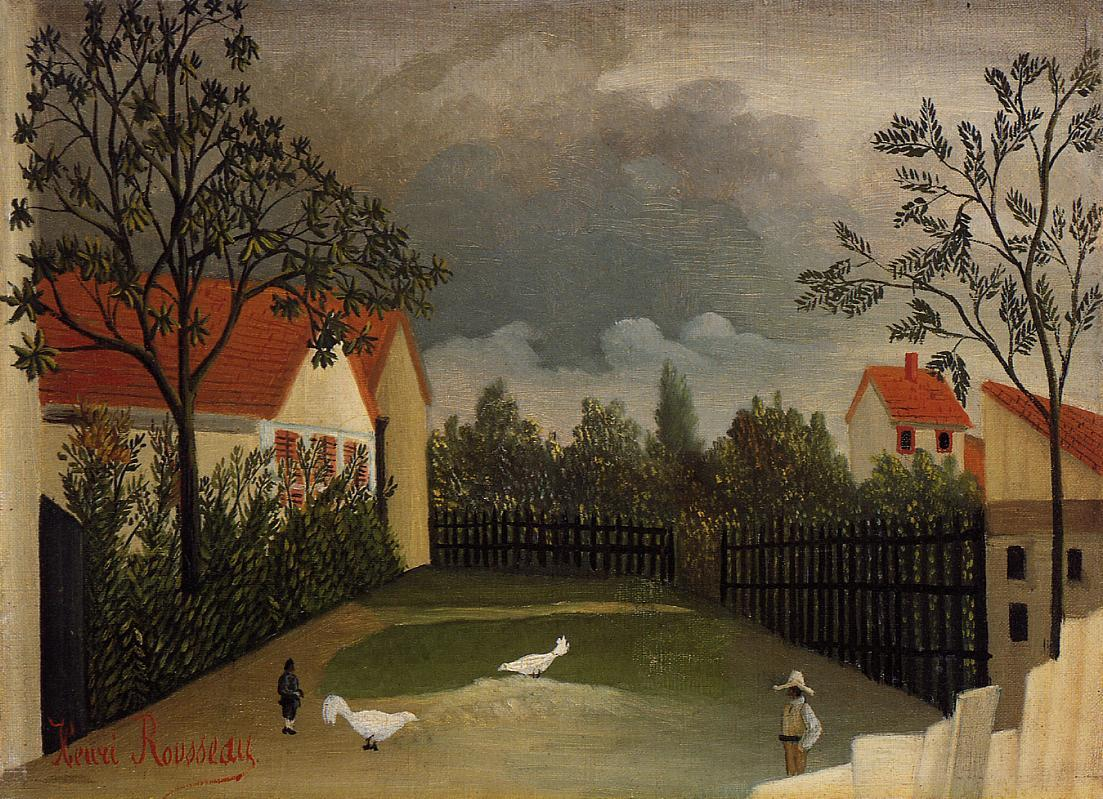
Henri Rousseau: Der Hühnerhof, 1896/98
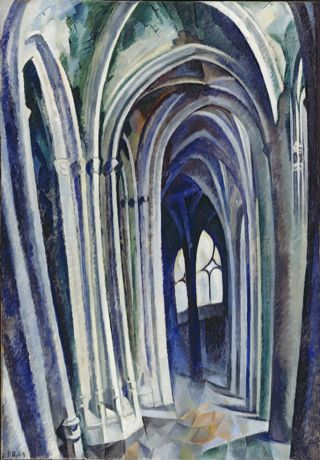
Robert Delaunay: Saint-Séverin Nr. 1, 1909
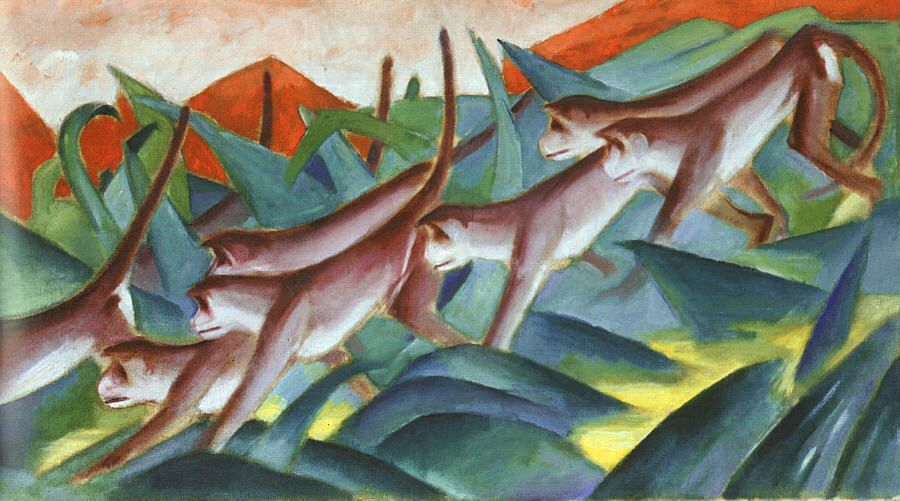
Franz Marc: Affenfries, 1911
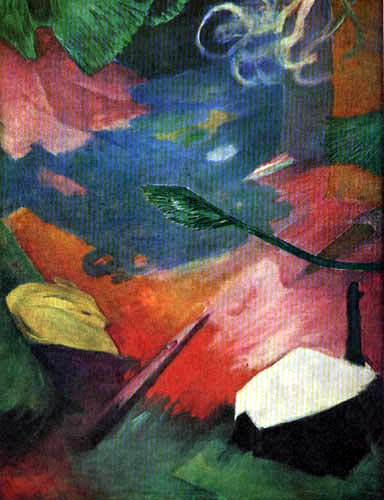
Franz Marc: Reh im Walde I, 1911
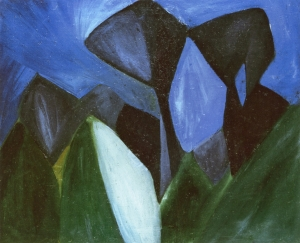
Wladimir Burljuk: Die Bäume, 1911, im Katalog Landschaft genannt
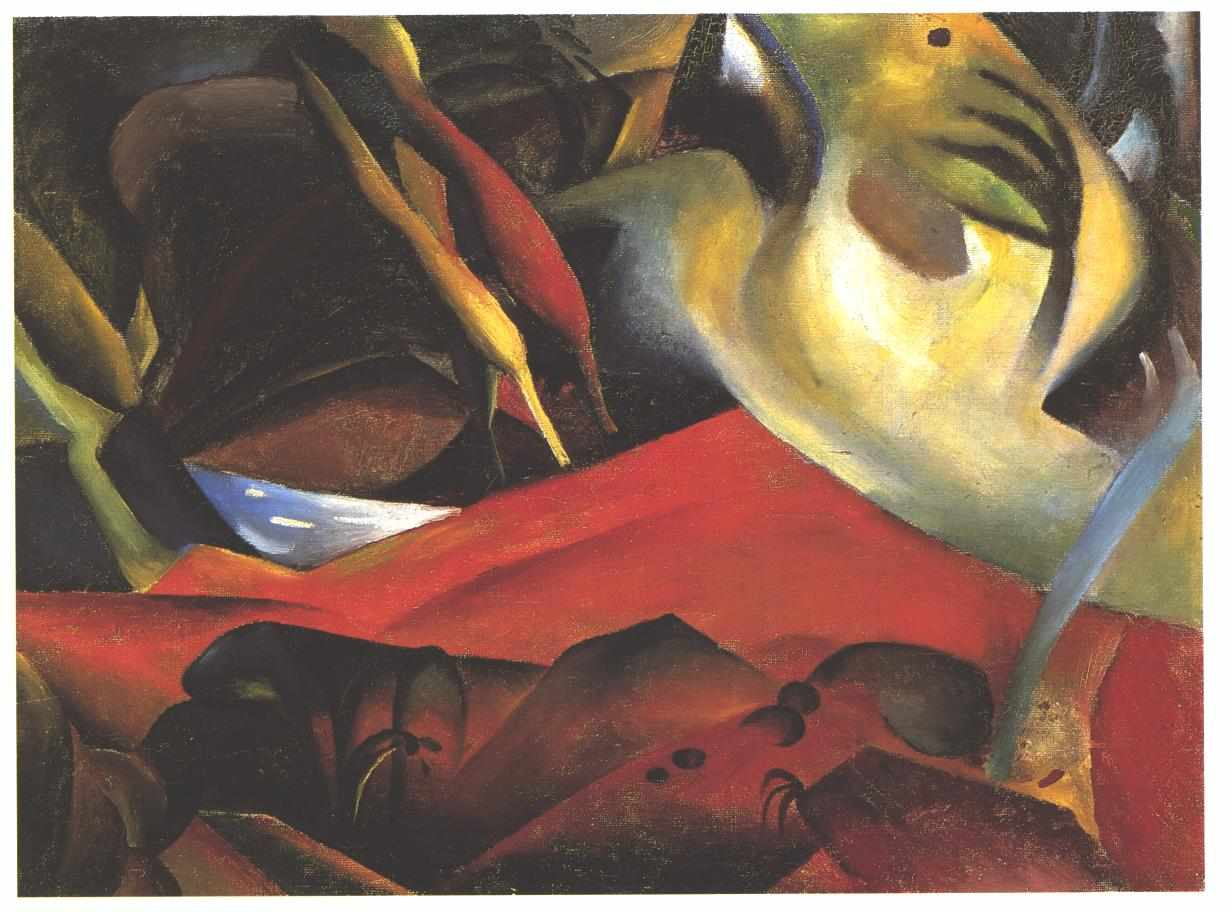
August Macke: Der Sturm, 1911
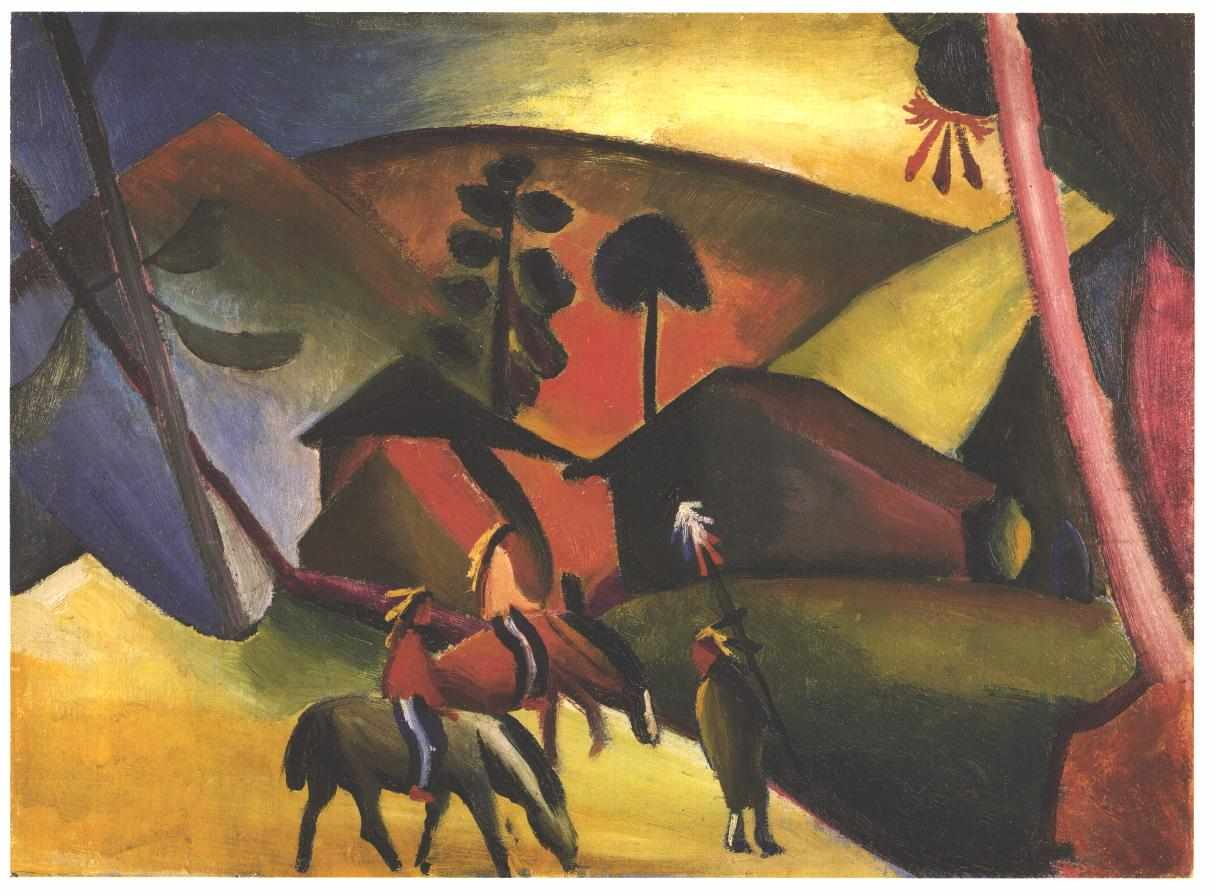
August Macke: Indianer auf Pferden, 1911

In der Ausstellung herrschte – wie später im Almanach – das Prinzip der Konfrontation, „um eine innere Gemeinsamkeit in der Verschiedenheit aufzuzeigen. Dennoch wurde mit der Hängung eine Inszenierung vorgenommen, die die spektakulären Bilder von Delaunay, Marc und Kandinsky hervorhob, um die sich die im Format bescheideneren Bilder der Mitaussteller gruppierten.“
Die zweite Ausstellung folgte vom 12. Februar bis zum 18. März 1912 im 1. Stock der Münchner Buch- und Kunsthandlung Hans Goltz in der Briennerstraße 8. Der Titel des Katalogs lautete „Die zweite Ausstellung der Redaktion Der Blaue Reiter Schwarz-Weiß'“. Unter den 315 Exponaten befanden sich allerdings nicht nur einfarbige Arbeiten, wie der Titel vermuten lässt. Sie zeigte ausschließlich Arbeiten auf Papier: Aquarelle, Radierungen, Zeichnungen und Holzschnitte, unter anderem Werke von Hans Arp, Georges Braque, André Derain, Paul Klee, Alfred Kubin, Kasimir Malewitsch, Wilhelm Morgner und Pablo Picasso neben den Werken Marcs, Mackes, Kandinskys und – ursprünglich gegen den Willen Kandinskys – den Brücke-Künstlern. Diese Ausstellung beschränkte sich im Gegensatz zur ersten auf den einmaligen Termin und führte nicht zu Irritationen der beteiligten Künstler untereinander wie bei der ersten Ausstellung.

### Der Almanach „Der Blaue Reiter“

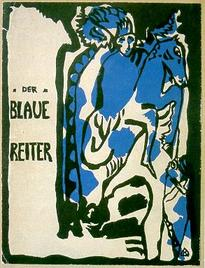
Wassiliy Kandinsky: Titel zum Almanach Der Blaue Reiter.
Farbholzschnitt auf Karton, 22,9 × 21,1 cm, 1909.
Städtische Galerie im Lenbachhaus, München

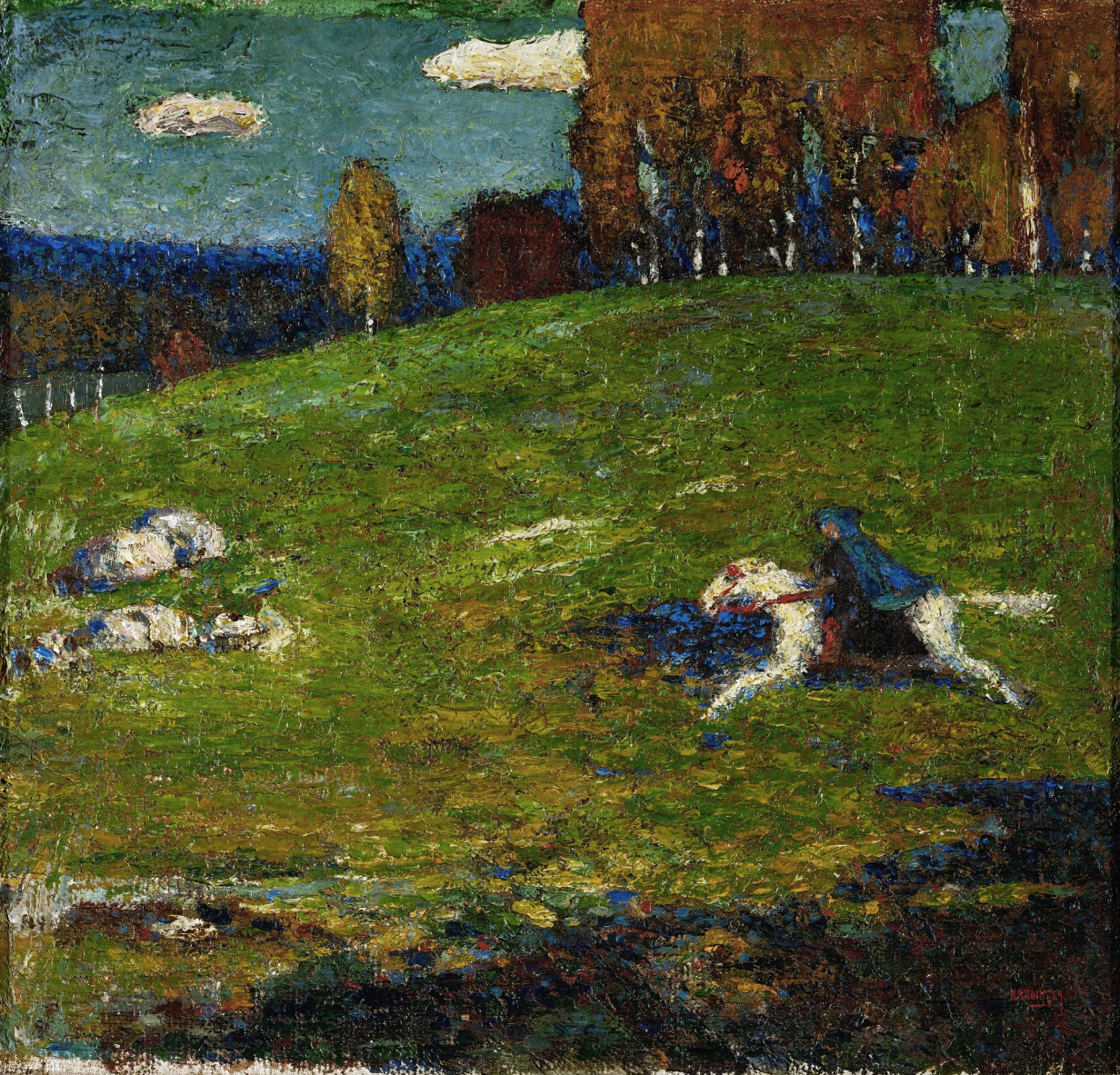
Wassily Kandinsky: Der Blaue Reiter, 1903

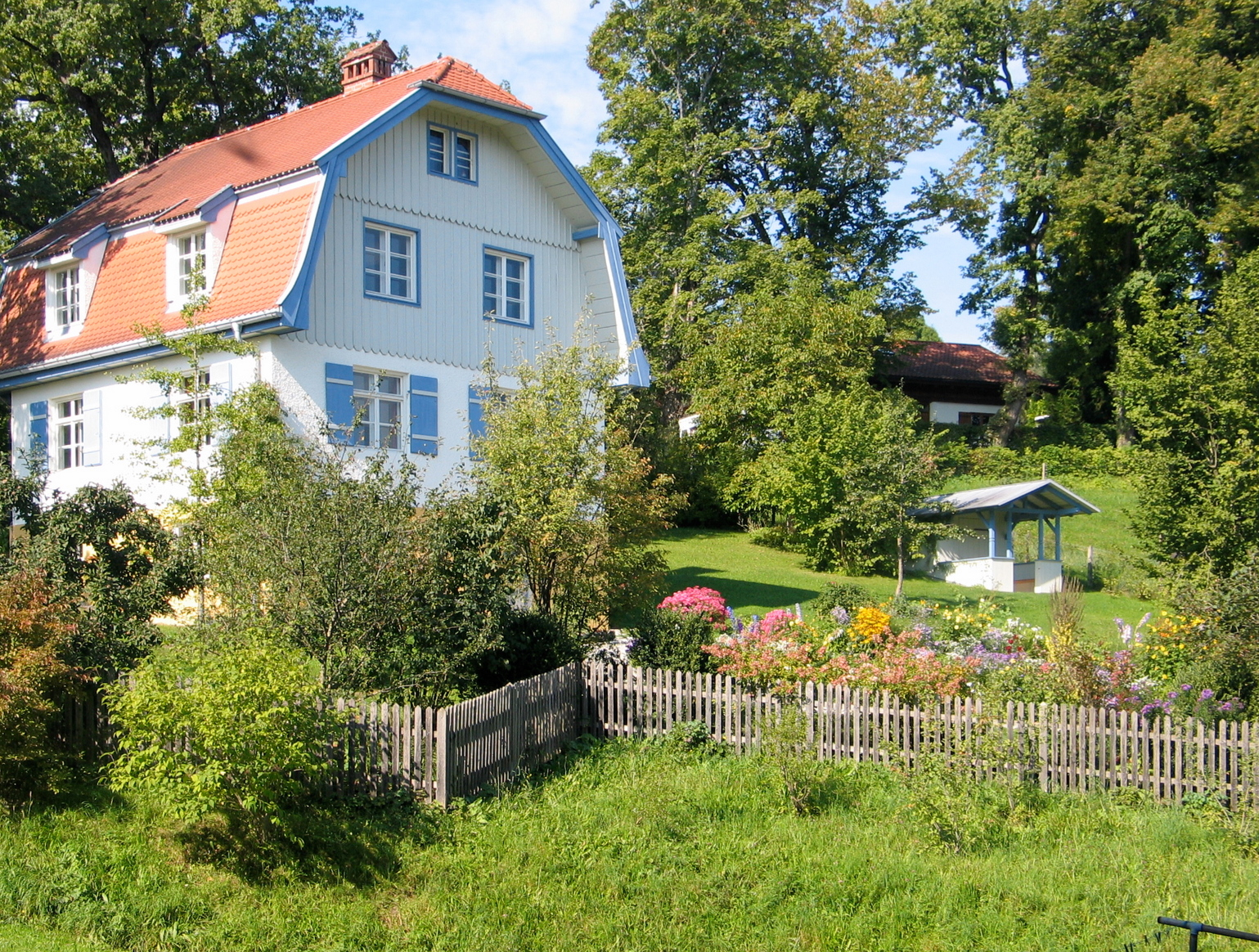
Das Münter-Haus in Murnau ist seit der Renovierung in den Jahren 1998/99 als Museum der Öffentlichkeit zugänglich.

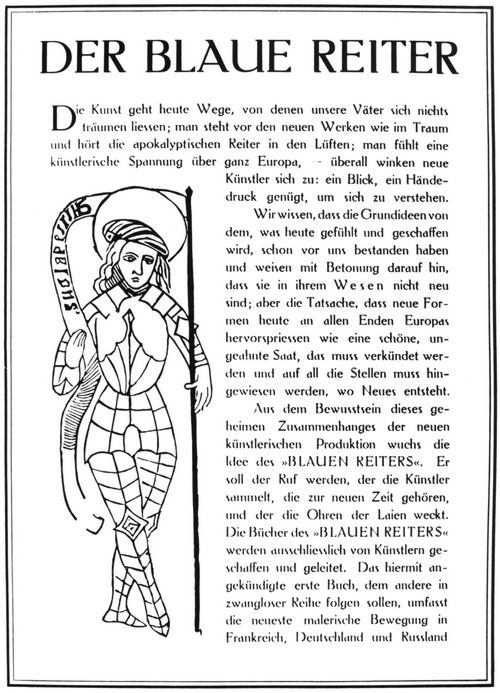
Subskriptionsprospekt zum Almanach Der Blaue Reiter, 1912

In Murnau, wo Wassily Kandinsky und seine Lebensgefährtin Gabriele Münter seit 1909 wohnten, sowie im benachbarten Sindelsdorf, wo Franz und Maria Marc sowie Heinrich Campendonk ihren Wohnsitz hatten, fanden im Herbst 1911 entscheidende Teile der Vorarbeit und redaktionelle Besprechungen für die Ausgabe des Almanachs statt. Das Haus von Münter, das die Einheimischen „Russenhaus“ nannten, entwickelte sich schnell zu einem Treffpunkt für die Künstler im Umfeld des Blauen Reiters.

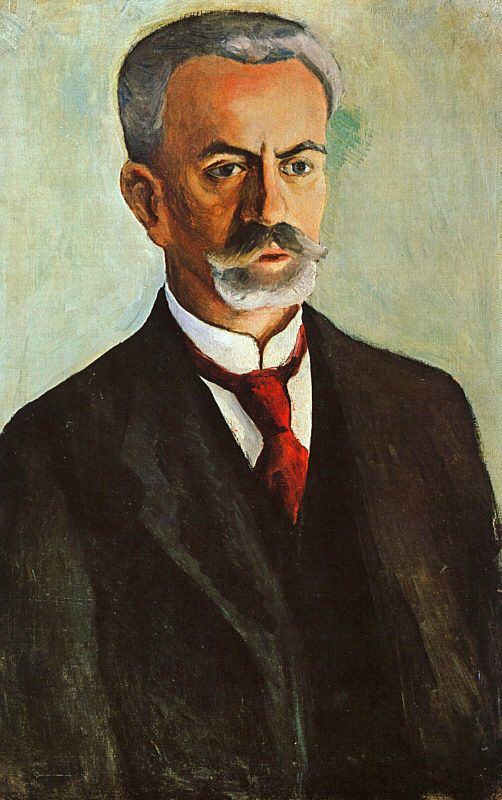
August Macke: Porträt Bernhard Koehler, 1910

Der Name der Redaktionsgemeinschaft setzte sich in dem Holzschnitt Kandinskys aus dem Jahr 1911 fort, der 1912 als Umschlagillustration zu dem Almanach mit demselben Titel Der Blaue Reiter diente. Das endgültige Motiv nach elf Entwürfen zeigte erstmals den heiligen Georg. Bereits 1903 hatte Kandinsky ein Bild mit diesem Titel gemalt. Zur Farbe Blau, die das Bild dominiert, schrieb Kandinsky:
„Je tiefer das Blau wird, desto tiefer ruft es den Menschen in das Unendliche, weckt in ihm die Sehnsucht nach Reinem und schließlich Übersinnlichem. Es ist die Farbe des Himmels.“
Mäzene des Vorhabens waren der Kunstsammler Bernhard Koehler und der Verleger Reinhard Piper, die finanzielle Unterstützung versprachen. Ein weiterer Gönner des Projekts, der Kunsthistoriker und Museumsfachmann Hugo von Tschudi, verstarb noch vor Erscheinen des Buches. Auf Wunsch des Verlegers entfiel allerdings das Wort „Almanach“ kurz vor der Drucklegung. Kandinsky musste es aus seinem bereits fertiggestellten Titelholzschnitt entfernen. Das Tschudi gewidmete Werk mit 141 [größtenteils einfarbigen] Reproduktionen, 19 Artikeln und drei Musikbeilagen erschien im Mai 1912, herausgegeben von Kandinsky und Marc, bei Piper in München.
Der Piper Verlag übernahm Werbung und Vertrieb, die Herstellungskosten Bernhard Koehler; Kandinsky und Marc mussten auf ein Honorar verzichten. Die Erstauflage betrug 1200 Exemplare, die Druckplatten sollten für weitere Auflagen erhalten bleiben.
Ein Werbezettel des Verlags, dessen Veröffentlichung auf den März 1912 geschätzt wird, zeigte die Abbildung von Rousseaus Hühnerhof und nannte eine Auswahl der Beiträger sowie die Herausgeber Kandinsky und Marc. Es wurden drei Ausgaben angezeigt: Der Preis für die allgemeine geheftete Ausgabe sollte 10 Mark betragen, als gebundene 14 Mark. Die Luxusausgabe zum Preis von 50 Mark sollte aus 50 Exemplaren bestehen und zusätzlich zwei von den Künstlern selbst kolorierte und handsignierte Holzschnitte enthalten. Als letztes wurde eine Museumsausgabe für 100 Mark in einer Auflage von 10 Exemplaren angeboten, die eine Originalarbeit eines der beteiligten Künstler enthalten sollte. Die Originalgrafiken der Vorzugsausgaben wurden von Hand eingeklebt und durch Pergaminpapier geschützt.
Das programmatische Werk umfasste in Marcs Worten „die neueste malerische Bewegung in Frankreich, Deutschland und Russland und zeigt ihre feinen Verbindungsfäden mit der Gotik und den Primitiven, mit Afrika und dem großen Orient, mit der so ausdrucksstarken ursprünglichen Volkskunst und Kinderkunst, besonders mit der modernen musikalischen Bewegung in Europa und den neuen Bühnenideen unserer Zeit“. Marc schrieb drei kurze einleitende Kapitel, Geistige Güter, Die „Wilden“ Deutschlands und Zwei Bilder. Kandinsky verfasste den grundsätzlichen Beitrag Über die Formfrage sowie einen Nachruf auf Eugen von Kahler, und August Macke schrieb Die Masken. Arnold Schönberg trug neben Texten und Bildern die Komposition Herzgewächse zu dieser Schrift als Musikbeilage bei. Alban Berg vertonte Aus dem Glühenden von Alfred Mombert und Anton von Webern Stefan Georges Ihr tratet zu dem Herde. Der russische Komponist Thomas von Hartmann schrieb den Beitrag Über die Anarchie in der Musik und hatte für Kandinskys Bühnenkomposition Der gelbe Klang, die das Buch abschloss, die Vertonung übernommen. Neben den Mitgliedern der Gruppe wurden unter anderem Werke der Brücke-Mitglieder, Arp, Cézanne, Delaunay, Gauguin, El Greco, Matisse, Picasso und Rousseau in den Almanach aufgenommen.

Reproduktionen aus dem Almanach
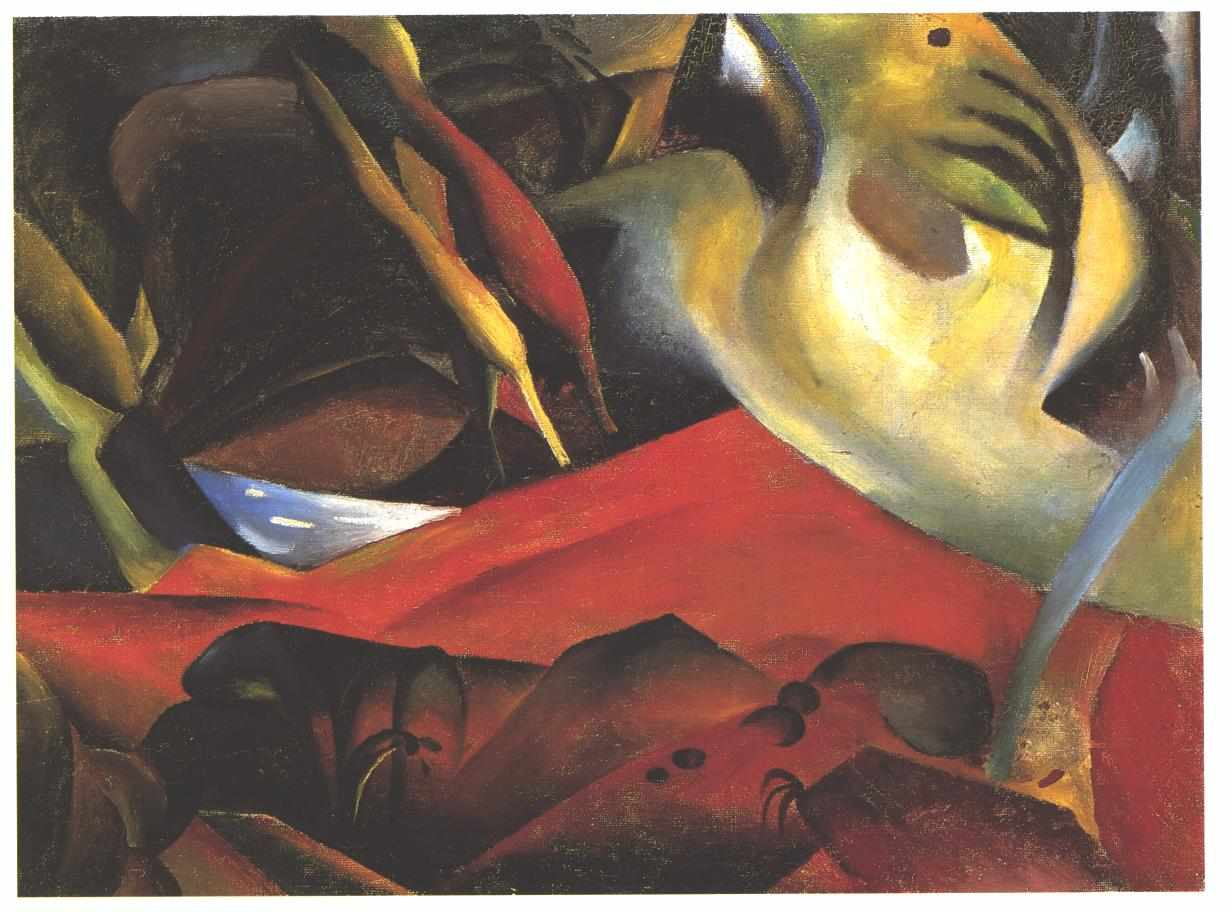
August Macke: Der Sturm, 1911, im Almanach Abbildung Nr. 11
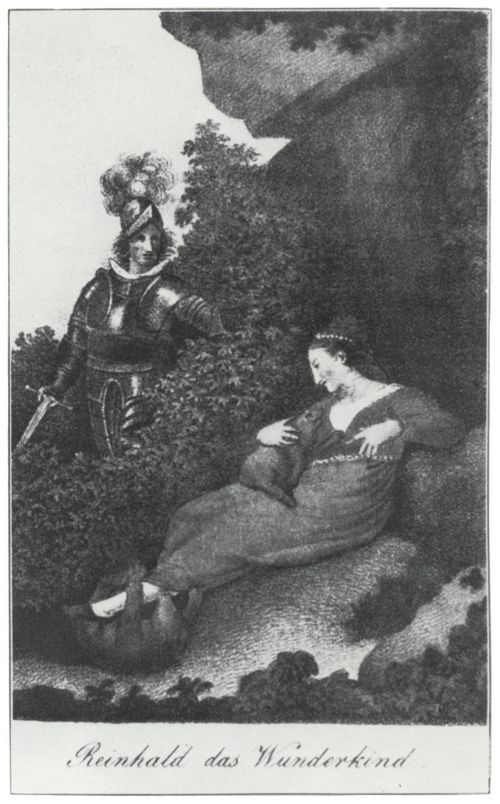
Märchenillustration um 1830, im Almanach Abbildung Nr. 14 zu Marcs Beitrag Zwei Bilder
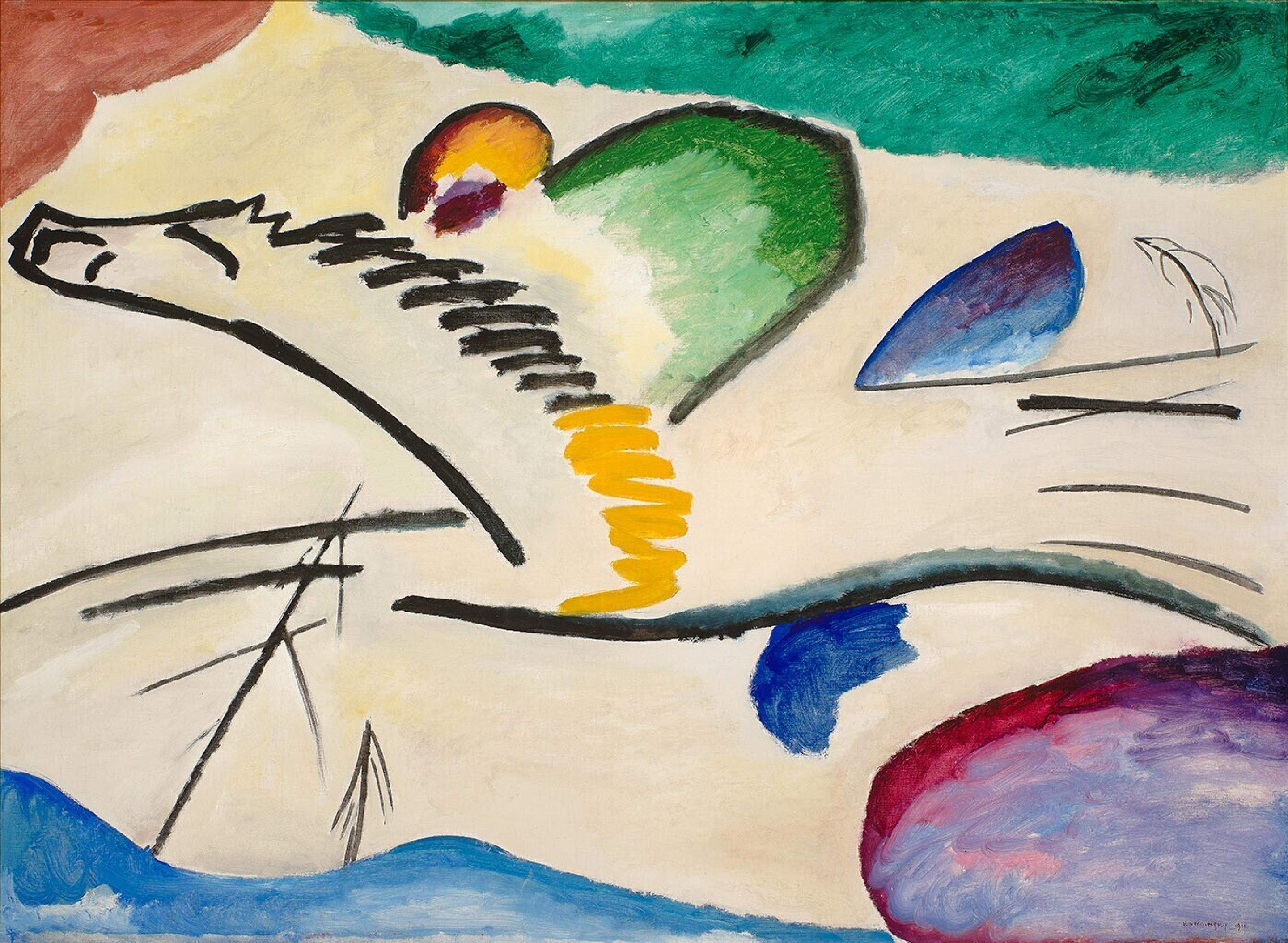
Wassily Kandinsky: Lyrisches, 1911, im Almanach Abbildung Nr. 15 zu Marcs Beitrag Zwei Bilder
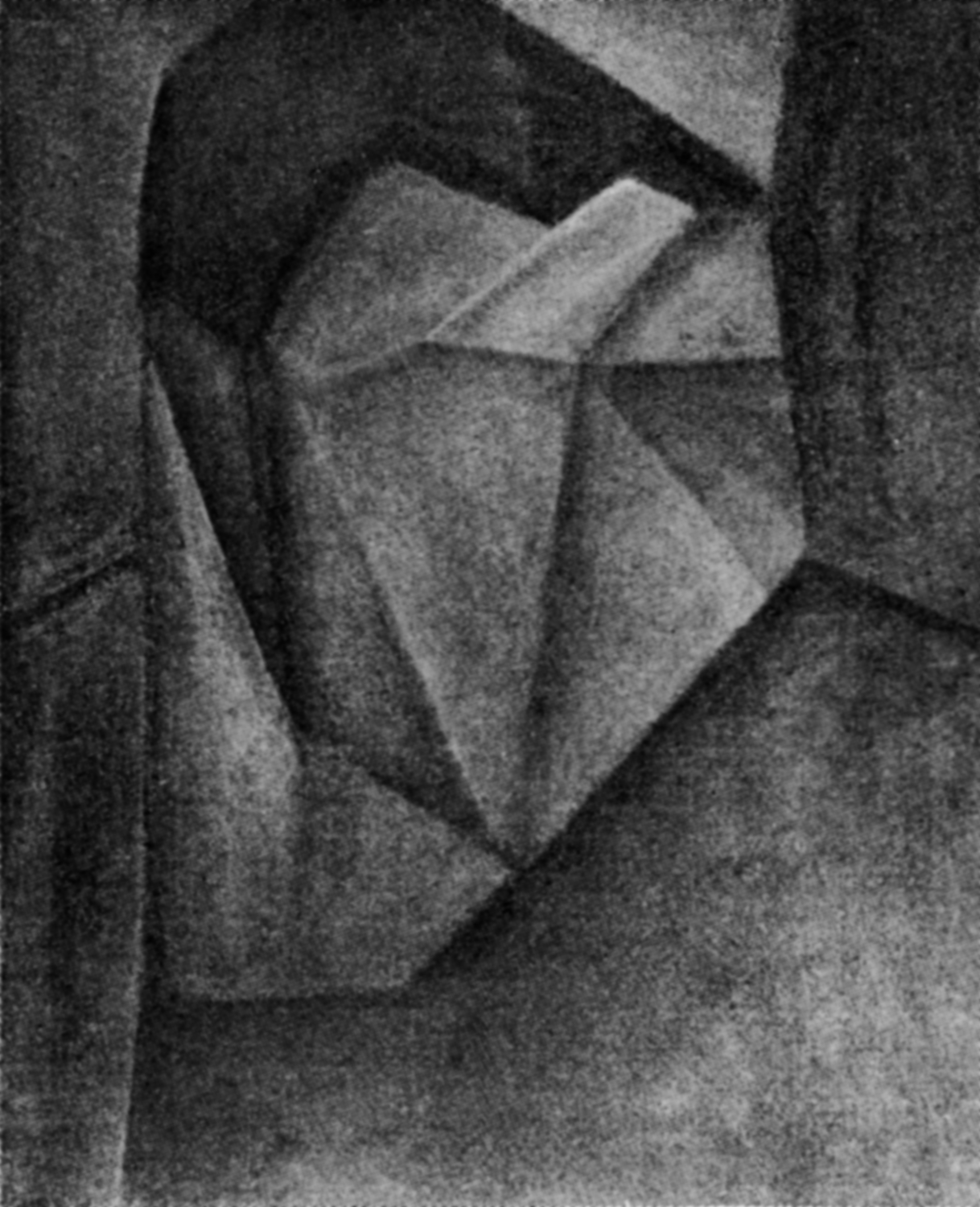
Wladimir Burljuk: Porträtstudie, 1911, im Almanach Nr. 22
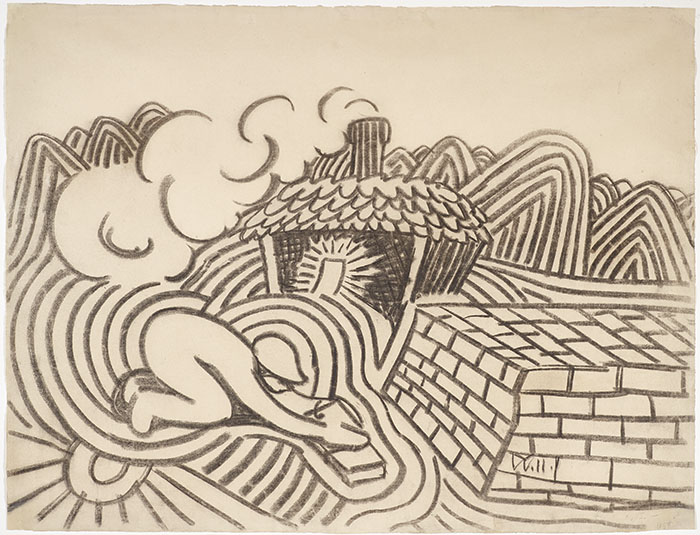
Wilhelm Morgner: Der Ziegelbäcker Kohlezeichnung, 1911, im Almanach Abbildung Nr. 74
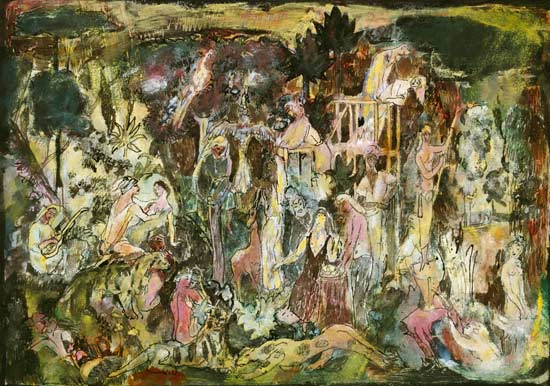
Eugen von Kahler: Liebesgarten, 1910/11, im Almanach Abbildung Nr. 64
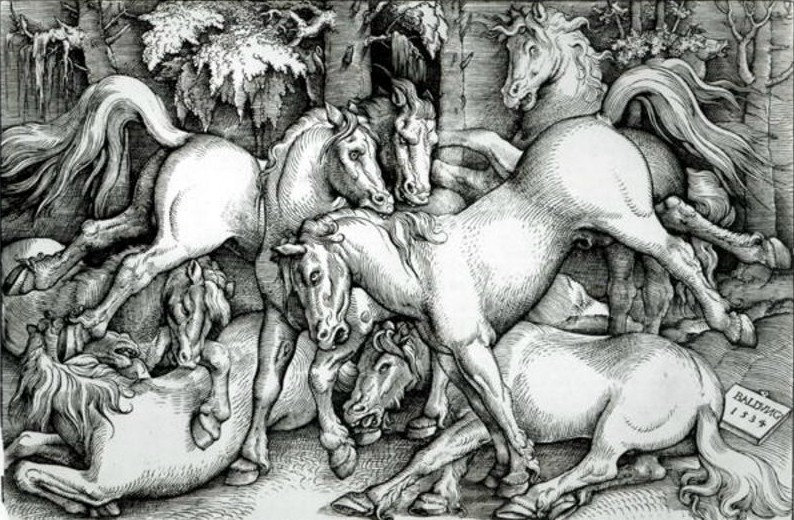
Hans Baldung: Holzschnitt, 1534, im Almanach Nr. 56
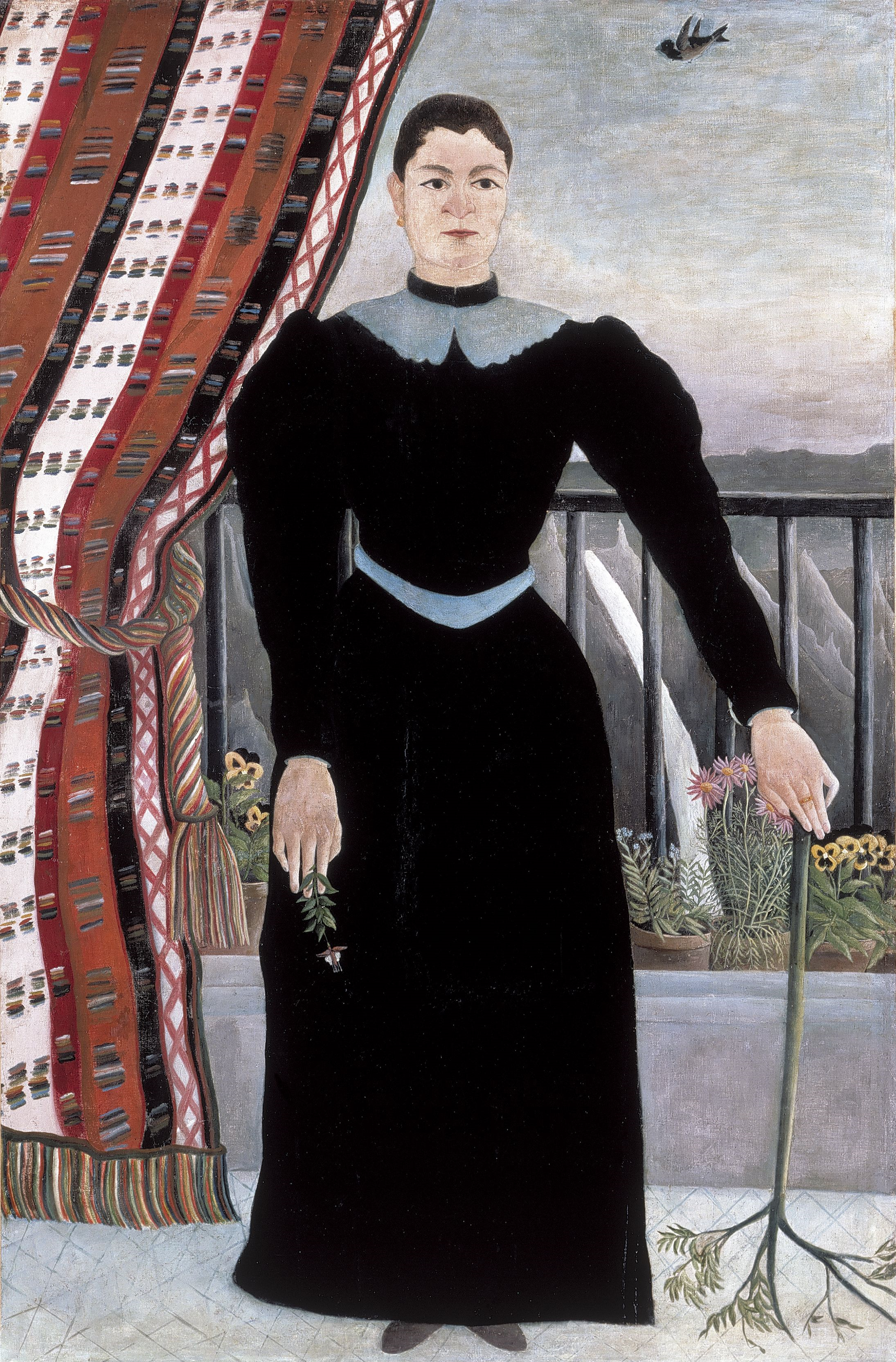
Henri Rousseau: Portrait de femme, um 1895, im Almanach Abbildung Nr. 82
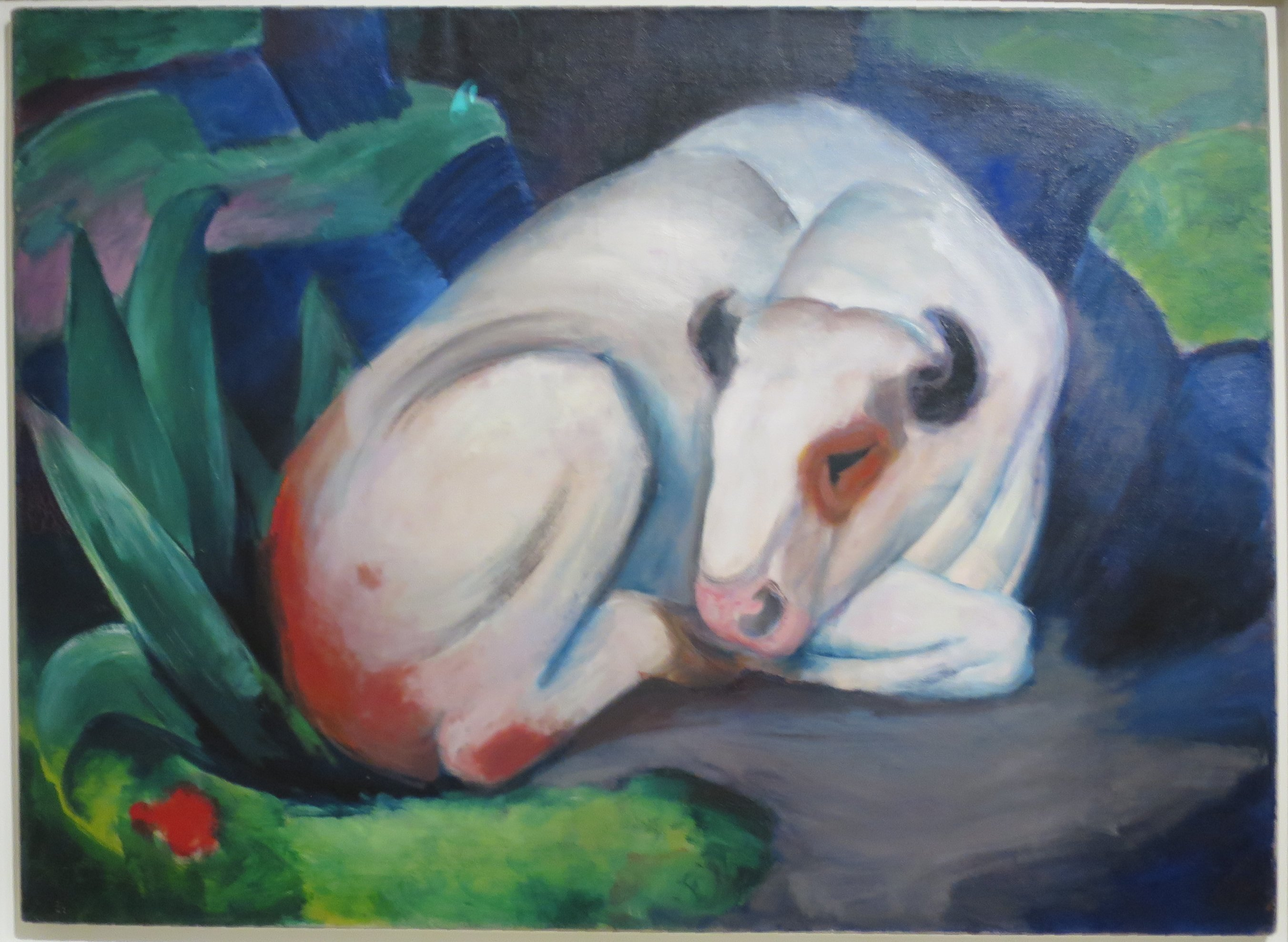
Franz Marc: Der Stier, 1911, im Almanach Abbildung Nr. 97
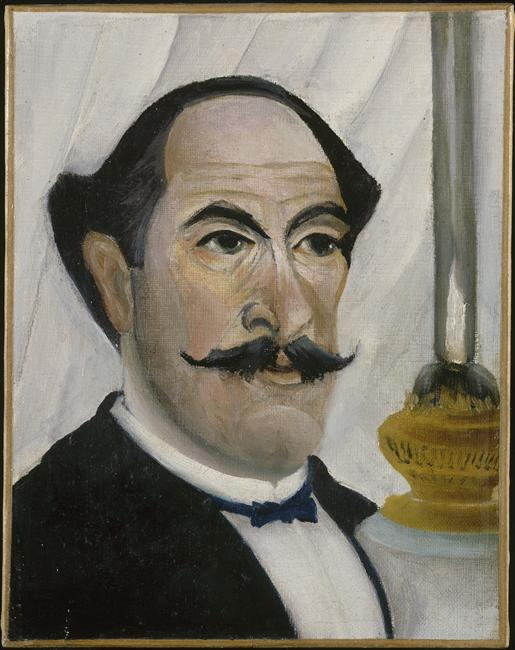
Henri Rousseau:  Selbstporträt, 1902/03, im Almanach Abbildung Nr. 103
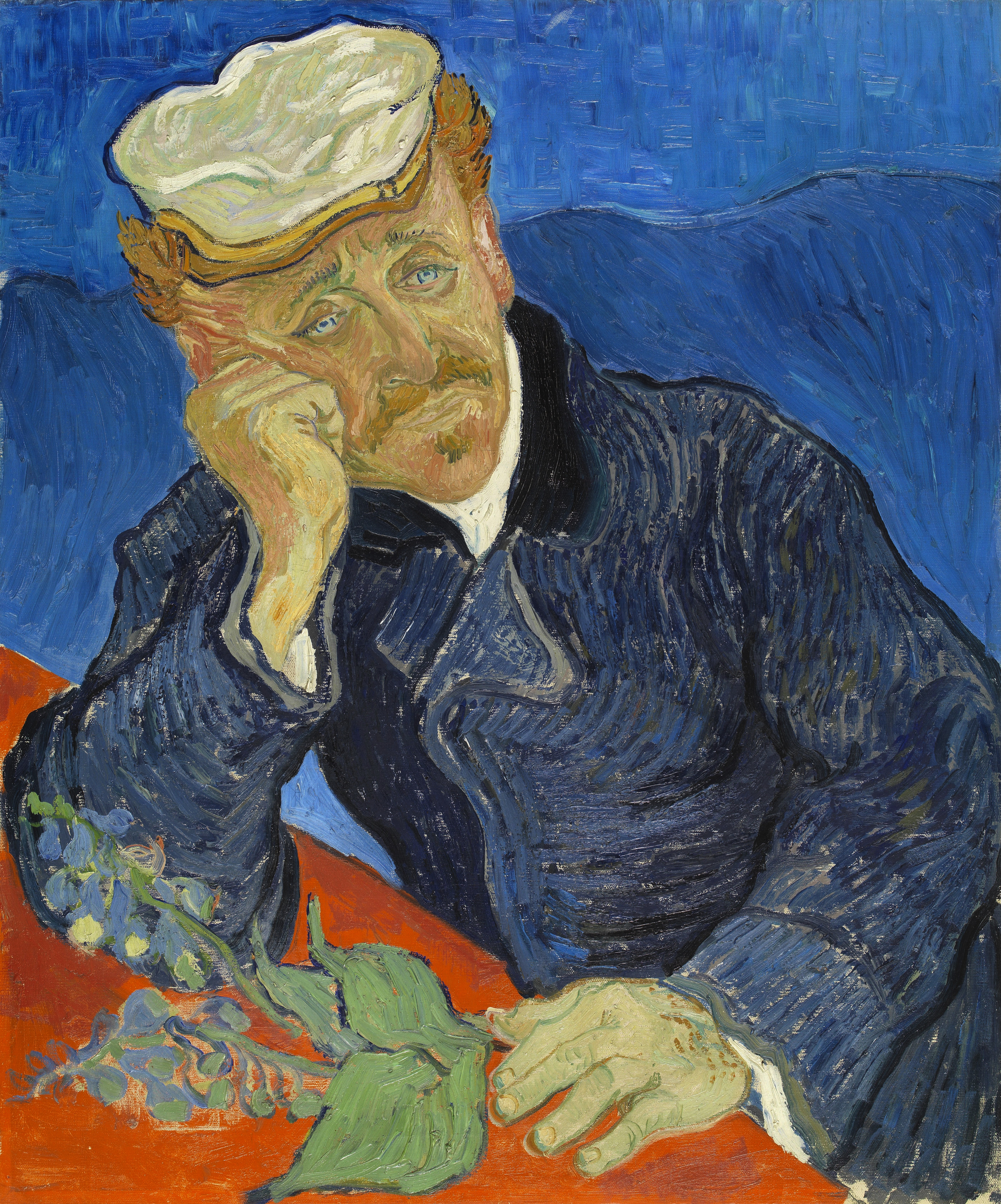
Vincent van Gogh: Portrait Doctor Gachet (zweite Version), im Almanach Abbildung Nr. 126
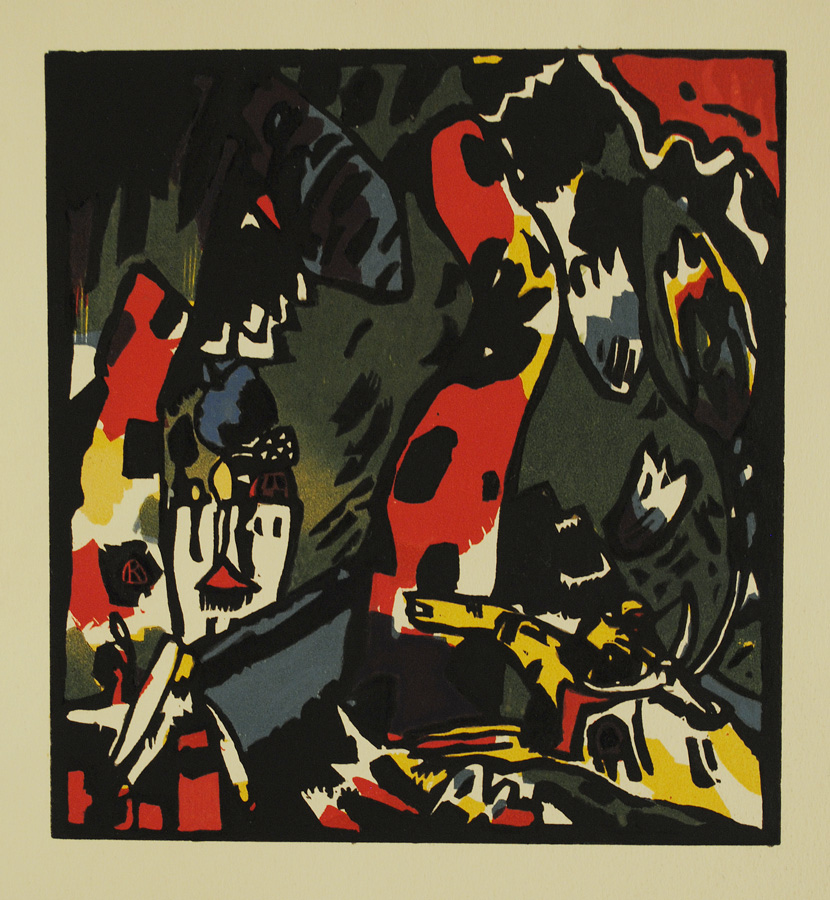
Wassily Kandinsky: Der Bogenschütze, 1909, Bestandteil der Museumsausgabe in 10 und der Luxusausgabe in 50 Exemplaren

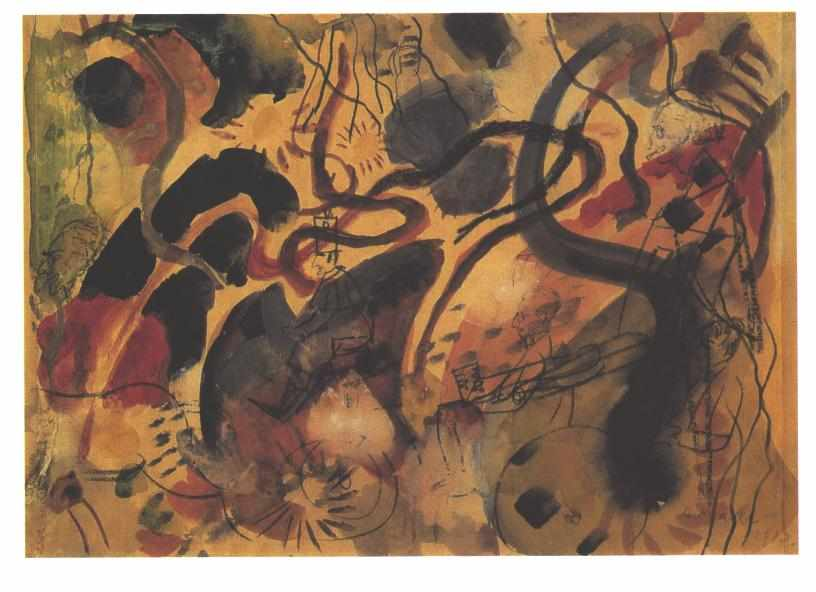
August Macke: Persiflage auf den Blauen Reiter, 1913, Städtische Galerie im Lenbachhaus

Ein geplanter zweiter Almanach erschien nicht mehr, die Beziehungen zueinander hatten sich aufgrund der dominanten Position Kandinskys abgekühlt. Besonders Macke zog sich zurück und riet seinem Freund Marc, „zu arbeiten, ohne an den ‚Blauen Reiter‘ und an blaue Pferde zu denken.“ Er malte 1913 ein Bild mit dem Titel Persiflage auf den Blauen Reiter, das auf seine Distanz hinweist. Das Aquarell zeigt links von der Mitte Marc auf dem Kutschbock, Kandinsky rechts daneben vornehm in der Kutsche sitzend sowie rechts oben das Profil von Herwarth Walden. Rechts unten stellt sich Macke klein und unbedeutend dar. Das Bild ist bedeckt von fließenden Linien und Farbflecken und karikiert Kandinskys abstrakten Stil. Bezeichnenderweise erschien der Nachdruck der ersten Auflage im Jahr 1914 mit getrennten Vorworten der beiden Herausgeber. Später folgten weitere Auflagen, und er wurde in alle Weltsprachen übersetzt.

### Teilnahme an Ausstellungen in Köln und Berlin

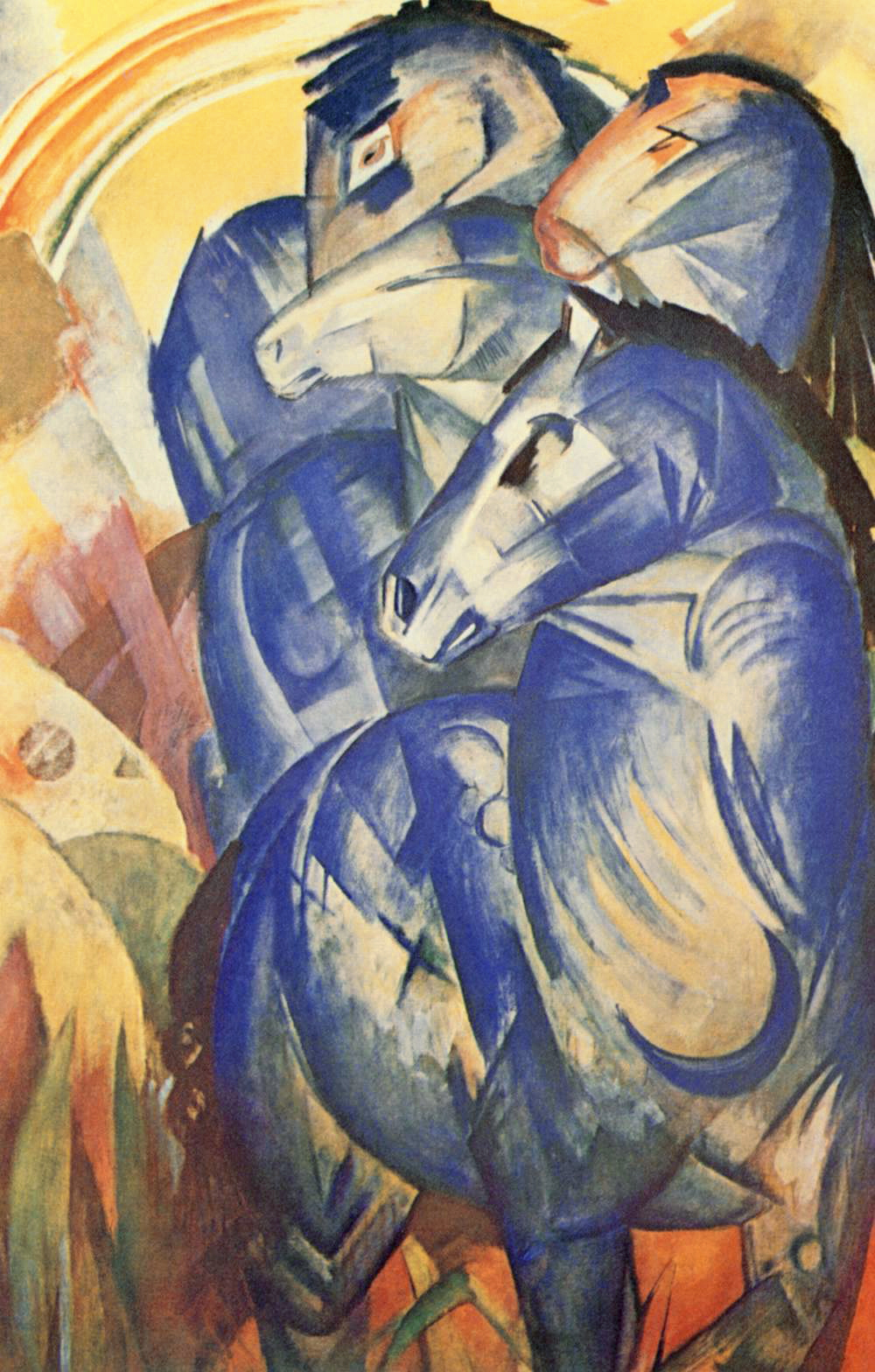
Franz Marc: Der Turm der blauen Pferde, 1913, Ausstellungskatalog Erster Deutscher Herbstsalon #272

Die Künstler des Blauen Reiters beteiligten sich 1912 in Köln an der Ausstellung des
Sonderbundes westdeutscher Kunstfreunde und Künstler sowie anschließend 1913 in Berlin am Ersten Deutschen Herbstsalon, der von Herwarth Walden und seiner Sturm-Galerie ausgerichtet wurde.

### Reaktionen
Das zeitgenössische Publikum und die Kunstkritiker verstanden die neue Sprache der Malerei bis auf wenige Ausnahmen nicht. Anton von Werner, Direktor der Berliner Kunstakademie sah beispielsweise den Blauen Reiter als „ein interessantes Objekt für eine psychiatrische Studie“ an, die Neue Zürcher Zeitung erfasste „ein gelindes Grauen“. Positiv äußerte sich dagegen der Kunsthistoriker Hans Tietze in der Zeitschrift Kunst für alle (XXXVII/1911/12), in der er formulierte: „daß die Nachahmung der Natur, das Abbilden der Wirklichkeit nicht die Aufgaben der Kunst“ seien.

### Das Ende des Blauen Reiters
Das Projekt der Almanach-Reihe endete nicht nur wegen der wachsenden Diskrepanzen zwischen den beteiligten Künstlern, sondern auch wegen der politischen Umstände. Als 1914 der Erste Weltkrieg ausbrach, setzte sich Kandinsky zusammen mit Gabriele Münter zunächst in die Schweiz ab. Dort trennten sich kurze Zeit später ihre Wege: Kandinsky ging in seine Heimat Russland zurück. Münter blieb zunächst in der Schweiz und zog später weiter nach Skandinavien. Dort trafen sich die beiden ein letztes Mal im Jahr 1916, danach verweigerte Kandinsky den Kontakt, weil er in Russland eine neue Liebe gefunden hatte. Die russischen Staatsbürger Jawlensky und von Werefkin verließen ebenfalls Deutschland. Marc und Macke fielen auf den Schlachtfeldern in Frankreich.
Auch nach dem Krieg wollte Kandinsky keine Neuauflage des Blauen Reiters wagen und fand dafür eine noble Begründung: „Der Blaue Reiter – das waren zwei: Franz Marc und ich. Mein Freund ist tot, und allein möchte ich es nicht unternehmen.“

## Rezeption

### Einflüsse des Blauen Reiters

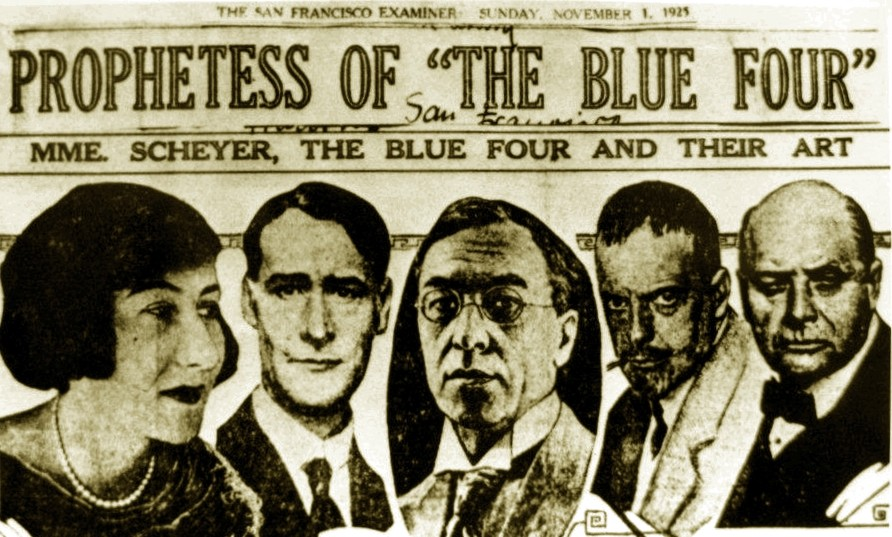
Galka Scheyer mit Feininger, Kandinsky, Klee und Jawlensky, Collage auf einer Zeitungsseite des „San Francisco Examiners“ vom 1. November 1925

Paul Klee lehrte ab 1921 und Wassily Kandinsky ab 1922 am Bauhaus in Weimar und später in Dessau. Ferner bildeten mit Kandinsky, Klee und Alexej von Jawlensky drei der am Blauen Reiter beteiligten Künstler zusammen mit Lyonel Feininger unter der Regie von Galka Scheyer 1924 die Ausstellungsgruppe Die Blaue Vier – eine Reminiszenz an den Blauen Reiter – in Weimar, die Scheyer hauptsächlich in den USA vertrat.
München als Ort der Avantgarde in der modernen Kunst endete mit der Auflösung des Blauen Reiters. Seine Ideen gerieten in Vergessenheit, und in der Zeit des Nationalsozialismus wurden zahlreiche Werke ihrer Künstler als „entartet“ verunglimpft, zerstört oder ins Ausland verkauft. Der Verkauf hatte eine sicher nicht beabsichtigte Folge: Die Bilder des Blauen Reiters wurden der internationalen Öffentlichkeit bekannt und die Konzepte der Künstler nach 1945 eher im Ausland als in Deutschland rezipiert. Künstler aus Dänemark, Belgien und den Niederlanden wie Asger Jorn oder die Gruppe CoBrA setzten Ideen von Kandinsky und Marc fort.
Erst im Jahr 1949 zeigte das Münchner Haus der Kunst unter der Leitung von Ludwig Grote in der Ausstellung „Der Blaue Reiter. München und die Kunst des 20. Jahrhunderts. Der Weg von 1908–1914“ Werke der beteiligten Künstler. Gabriele Münter war Mitglied des Ehrenausschusses und konnte der Wiederentdeckung der abstrakten Malerei beiwohnen, die Kandinsky konsequent weitergeführt hatte. Sie gehörte unter vielen anderen Sammlern zu den Leihgebern der Exponate wie auch die Künstlerwitwen Nina Kandinsky und Sonia Delaunay. Bilder aus der Sammlung von Hildebrand Gurlitt, Hitlers ehemaligem Kunsthändler, waren ebenfalls vertreten. Veranstalter waren die Bayerischen Staatsgemäldesammlungen, die Münchner Städtische Galerie sowie die „Cultural Affairs Branch'“, eine für den Kulturaustausch zuständige Abteilung der amerikanischen Besatzungsbehörde. Parallel zu dieser Gedächtnisausstellung zeigte die Galerie Stangl vom 30. August 1949 an die Ausstellung Franz Marc. Aquarelle und Zeichnungen, zu der ein Katalog mit einem Vorwort von Klaus Lankheit erschien.
Der Blaue Reiter gehört nach heutiger Ansicht zu den wichtigsten Stationen der Klassischen Moderne.

### Der Blaue Reiter im Lenbachhaus

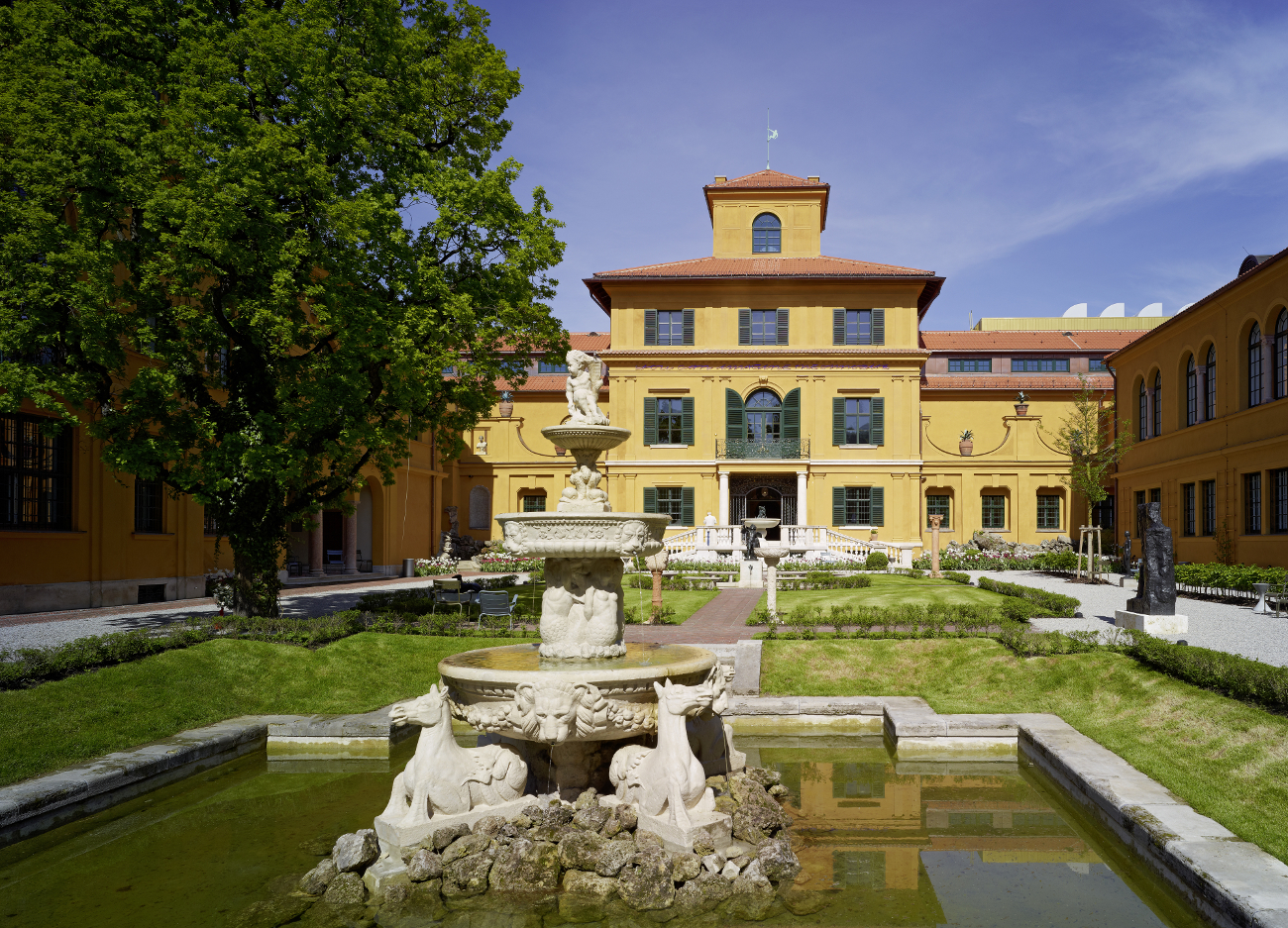
Das Lenbachhaus, Gartenansicht 2013

Nach der Trennung Wassily Kandinskys von Gabriele Münter hatte sich in den 1920er Jahren ein Rechtsstreit um die Eigentumsverhältnisse an dessen Murnauer Bildern entwickelt, der 1926 weitgehend zugunsten Münters ausging. Während der Zeit des Nationalsozialismus verbarg sie viele Bilder Kandinskys und die anderer Mitglieder des Blauen Reiters im Keller ihres Hauses. Anlässlich ihres 80. Geburtstags vermachte sie im Jahr 1957 einen großen Teil ihres Nachlasses der Stadt München. Darunter befanden sich 25 eigene Gemälde, 90 Ölbilder Kandinskys sowie mehr als 300 seiner Aquarelle, Temperablätter, Hinterglasbilder und Zeichnungen. Münter schuf damit die Voraussetzung, dass Der Blaue Reiter in der Städtischen Galerie im Lenbachhaus in München repräsentativ vertreten ist. 1965 kam zu der Schenkung Münters die Bernhard und Elly Koehler Stiftung hinzu, die den Bestand insbesondere mit Bildern von Franz Marc und August Macke ergänzte. Da das Lenbachhaus für längere Zeit wegen Renovierungsarbeiten bis zum Frühjahr 2013 geschlossen war, wurden viele Werke der Künstler des Blauen Reiters anderen Ausstellungen zur Verfügung gestellt. Seit dem 7. Mai 2013, dem Tag der Neueröffnung, werden sie den Besuchern bei Tageslicht gezeigt. Weitere Ausstellungen zum Thema folgten, bspw. ab 2021 Gruppendynamik – Der Blaue Reiter und Gruppendynamik – Kollektive der Moderne.

### Das Blaue Jahr 2011 und Folgeaktivitäten

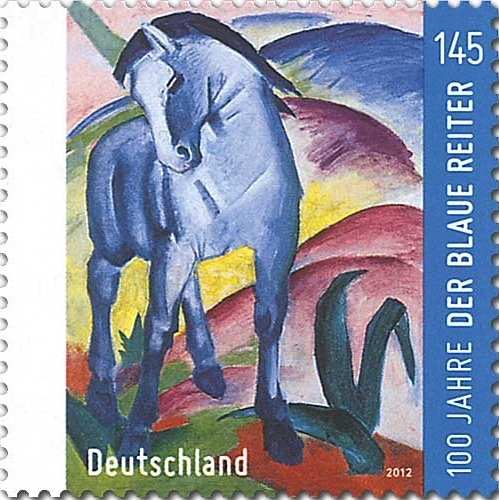
Briefmarke der Deutschen Post aus dem Jahr 2012 mit Marcs Motiv Blaues Pferd I

Der Freistaat Bayern feierte im Jahr 2011 zwei Jubiläen, den 125. Todestag des „Märchenkönigs“ Ludwig II. und zugleich den 100. Geburtstag des Blauen Reiters. Viele Ausstellungen in Museen zeigten in Sonderschauen die Werke der beteiligten Künstler, beispielsweise das Schloßmuseum Murnau, das Franz Marc Museum in Kochel am See, das Buchheim Museum in Bernried und das Stadtmuseum Penzberg.
Die Deutsche Post AG gab zum 100. Jahrestag eine Sondermarke im Wert von 145 Eurocent heraus. Ausgabetag war der 9. Februar 2012. Die Briefmarke zeigt das Werk Blaues Pferd I aus dem Jahr 1911 von Franz Marc, der Entwurf stammt von der Kommunikationsdesignerin Nina Clausing aus Wuppertal.
Das Kunstmuseum Mülheim an der Ruhr in der Alten Post (KMADRIDAP) widmete zu seiner Wiedereröffnung nach mehrjähriger Sanierung im Jahr 2022 dem Thema „Blauer Reiter“ eine Sonderausstellung.

## Künstler im Umfeld des Blauen Reiters
- Dawid Burljuk
- Wladimir Burljuk
- Heinrich Campendonk
- Elisabeth Iwanowna Epstein
- Maria Franck-Marc
- Natalja Sergejewna Gontscharowa
- Alexej von Jawlensky
- Wassily Kandinsky
- Alfred Kubin
- August Macke
- Franz Marc
- Wilhelm Morgner
- Gabriele Münter
- Arnold Schönberg
- Marianne von Werefkin
- Erma Bossi

- Paul Klee fühlte sich dem Blauen Reiter sehr verbunden, hatte jedoch keine führende Rolle in der Gruppe, zumal er seinen künstlerischen Schwerpunkt zu diesem Zeitpunkt noch nicht gefunden hatte. Er beteiligte sich jedoch an den Ausstellungen und erhielt wichtige Impulse für sein späteres Werk.[61]
- Robert Delaunay war der Gruppe verbunden und der erfolgreichste Künstler der ersten Ausstellung des Blauen Reiters.
- Hanns Bolz zählte während seiner Münchener Zeit zum engeren Freundeskreis des Blauen Reiters und war Hauptillustrator der Satirezeitschrift Komet (1911/12).

## Werke (Auswahl)
- Albert Bloch: Kopf, 1911
- Robert Delaunay:  Fenêtre sur la ville, 1914
- Alexej von Jawlensky: Die Spanierin, 1913
- August Macke: Der Sturm, 1911
- August Macke: Indianer auf Pferden, 1911
- August Macke: Zoologischer Garten I, 1912
- Franz Marc: Reh im Wald I, 1911
- Franz Marc: Affenfries, 1911
- Franz Marc: Die gelbe Kuh, 1911
- Wassily Kandinsky: Impression IV (Gendarme), 1911
- Wassily Kandinsky: Komposition V/Das Jüngste Gericht, 1911
- Wassily Kandinsky: Mit Sonne (1911)
- Gabriele Münter: Kandinsky und Erma Bossi am Tisch, 1912 Abb.
- Arnold Schönberg: Selbstporträt (von hinten), 1911 Abb.

### Sekundärliteratur
- Die blaue Reiterei stürmt voran. Bildquellen für den Almanach Der Blaue Reiter. Die Sammlung von Wassily Kandinsky und Gabriele Münter. Herausgegeben von Helmut Friedel und Isabelle Jansen, Gabriele Münter- und Johannes Eichner-Stiftung, München anlässlich der Ausstellung Die blaue Reiterei stürmt voran vom 10. Mai 2012 bis Herbst 2013 im Münter-Haus in Murnau. München 2012, ISBN 978-3-9815164-0-1.
- Sybille Engels/Cornelia Trischberger: Der Blaue Reiter. Die Künstler, ihr Leben, ihre Zeit. Prestel, München 2014, ISBN 978-3-7913-8127-5.
- Bernd Fäthke, Annegret Hoberg, Brigitte Salmen (Bearb.): Kandinsky, Münter, Jawlensky, Werefkin im Murnau. Schloßmuseum Murnau, Murnau 2008, ISBN 978-3-932276-29-3.
- Bernd Fäthke: Marianne Werefkin – „des blauen Reiterreiterin“. In: Ausstellungskatalog Marianne Werefkin: Vom Blauen Reiter zum Großen Bären. Städtische Galerie Bietigheim-Bissingen, Bietigheim-Bissingen 2014, ISBN 978-3-927877-82-5, S. 24 ff.
- Helmut Friedel, Annegret Hoberg: Der Blaue Reiter im Lenbachhaus München. Prestel, München 2000, ISBN 3-7913-2214-1; Auflage 2004 unter der ISBN 3-7913-6016-7; Auflage 2013 unter der ISBN 978-3-7913-5311-1.
- Norbert Göttler: Der Blaue Reiter. Rowohlt, Reinbek 2008, ISBN 978-3-499-50607-9.
- Annegret Hoberg, Helmut Friedel (Hrsg.): Der Blaue Reiter und das Neue Bild, Von der „Neuen Künstlervereinigung München“ zum „Blauen Reiter“. Ausstellungskatalog, Städtische Galerie im Lenbachhaus, Prestel, München 1999, ISBN 3-7913-2065-3.
- Eckhard Hollmann: Der Blaue Reiter. Auf den Spuren der Künstlergruppe. Prestel, München 2011, ISBN 978-3-7913-4527-7.
- Christine Hopfengart: Der Blaue Reiter. DuMont, Köln 2000, ISBN 3-7701-5310-3.
- Jessica Horsley: Der Almanach des Blauen Reiters als Gesamtkunstwerk: eine interdisziplinäre Untersuchung. Lang, Frankfurt am Main/Berlin/Bern u. a. 2006, ISBN 3-631-54943-1 (Dissertation Uni Tübingen 2004).
- Brigitte Lühl-Wiese: Georg Trakl – der Blaue Reiter: Form- und Farbstruktur in Dichtung und Malerei des Expressionismus. Münster 1963, DNB 481959858 (Dissertation Westfälische Wilhelms-Universität, Philosophische Fakultät, 1963).
- Magdalena M. Moeller: Der Blaue Reiter. DuMont Buchverlag, Köln 1987, ISBN 3-7701-2128-7.
- Magdalena M. Moeller (Hrsg.): Der Blaue Reiter und seine Künstler. Ausstellungskatalog Brücke-Museum Berlin, 3. Oktober 1998 bis 3. Januar 1999; Kunsthalle Tübingen, 16. Januar bis 28. März 1999, Hirmer, München 1998, ISBN 978-3-7774-7960-6.
- Susanna Partsch: Marc. 9. Auflage, Taschen Verlag, Köln 2009, ISBN 3-8228-5585-5.
- Birgit Poppe: Kandinsky und seine Zeit. E. A. Seemann Verlag, Leipzig 2016, ISBN 978-3-86502-368-1.
- Birgit Poppe: Macke und seine Zeit. E. A. Seemann Verlag, Leipzig 2014, ISBN 978-3-86502-331-5.
- Birgit Poppe: Ich bin Ich. Die Frauen des Blauen Reiter. Dumont, Köln 2011, ISBN 978-3-8321-9359-1.
- Volker Rattemeyer (Hrsg.): Das Geistige in der Kunst. Vom Blauen Reiter zum Abstrakten Expressionismus. Museum Wiesbaden, Wiesbaden 2010, ISBN 978-3-89258-088-1 (mit Texten von Herbert Beck, Volker Rattemeyer, Annegret Hoberg, Jelena Hahl-Fontaine, Renate Petzinger, Jörg Daur u. a.).
- Brigitte Roßbeck: Marianne von Werefkin. Die Russin aus dem Kreis des Blauen Reiters. Siedler, München 2010, ISBN 978-3-88680-913-4.
- Brigitte Salmen (Hrsg.): Der Almanach „Der Blaue Reiter“. Bilder und Bildwerke in Originalen. Schloßmuseum Murnau, Murnau 1998, ISBN 3-932276-03-5.
- Sabine Windecker: Gabriele Münter. Eine Künstlerin aus dem Kreis des „Blauen Reiter“. Reimer, Berlin 1991, ISBN 3-496-01080-0.

## Filme
- Bayern und der Blaue Reiter. Dokumentarfilm, Deutschland, 2013, 43 Min., Buch und Regie: Antje Harries, Produktion: Bayerischer Rundfunk, Reihe: Lido, Erstsendung: 11. Juli 2013 beim Bayerischen Fernsehen, Inhaltsangabe von BR, u. a. mit den Kunsthistorikern Annegret Hoberg, Helmut Friedel, Christian Meyer.
- Die Landschaft des „Blauen Reiter“ – Franz Marc in Kochel. Dokumentarfilm, BR Deutschland, 1987, 43:30 Min., Buch und Regie: Dieter Wieland, Produktion: Bayerischer Rundfunk, Reihe: Topographie, Inhaltsangabe von ARD.

## Ausstellungen (Auswahl)
- 1949: Der Blaue Reiter. München und die Kunst des 20. Jahrhunderts. Der Weg von 1908–1914, Haus der Kunst, München
- 1997: Jawlensky und der Blaue Reiter. Ausstellung in der Villa Wessel, Iserlohn
- 1999: Der Blaue Reiter und das Neue Bild. Von der „Neuen Künstlervereinigung München“ zum „Blauen Reiter“, Lenbachhaus, München
- 2016/2017: Kandinsky, Marc & Der Blaue Reiter, Fondation Beyeler, Riehen[62]
- 2012/2013: Die blaue Reiterei stürmt voran, Münter-Haus, Murnau
- 2021/2022: Brücke und Blauer Reiter, Von der Heydt-Museum, Wuppertal[63]
- 2021/2023: Gruppendynamik – Der Blaue Reiter, Lenbachhaus, München
- 2023/2024: Der Blaue Reiter, Lenbachhaus, München[64]